# François-Louis de Bourbon-Conti
Titre
Prince de Conti
9 novembre 1685 – 22 février 1709
(23 ans, 3 mois et 13 jours)
Le prince François-Louis de Bourbon, comte de La Marche, comte de Clermont et prince de La Roche-sur-Yon, puis, à partir de 1685, 4e prince de Conti, dit le Grand Conti, né à Paris le 30 avril 1664 et décédé à Paris le 22 février 1709, est un prince du sang de France, issu de la famille des Conti, branche cadette de la maison capétienne de Condé. Il s'illustra par une brillante carrière militaire, une intense vie intellectuelle, et fut élu Roi de Pologne (quoiqu'il n'accédât jamais à cette fonction).
Il fut l'une des personnalités les plus remarquables du règne de Louis XIV et, selon Massillon qui fera son oraison funèbre, l'« un des premiers hommes de son siècle pour la guerre, dans la vie civile et par la supériorité des lumières ».

## Biographie

### Famille - Une personnalité séduisante
François-Louis de Bourbon-Conti appartient à la Maison de Conti.
Fils cadet du prince Armand de Bourbon-Conti (1629-1666) (2e prince de Conti ; frère cadet du Grand Condé), et de la princesse de Conti, née Anne-Marie Martinozzi, nièce du cardinal Mazarin, il est le frère cadet de Louis Armand Ier de Bourbon-Conti (1661-1685) (3e prince de Conti), et portera à son tour ce titre, comme 4e prince de Conti, à partir du 9 novembre 1685, à la suite de la mort soudaine de son aîné. Il est baptisé le jour même de sa naissance en l'église Saint-Sulpice, avec, pour parrain, son oncle paternel le Grand Condé, et pour marraine sa tante, la duchesse de Longueville.
C'est un enfant précoce, dont l'intelligence fut affinée par une excellente éducation, à la fois princière et humaniste. Il se distingue bientôt par son indépendance d'esprit, sa vivacité, l'agrément de ses manières et sa remarquable beauté physique. Le marquis de Sourches, dans ses Mémoires, note que « M. le Prince était très bien fait et avait l'esprit aussi agréable que le corps ; il donnait dans tous les plaisirs des gens de son âge, et même passait quelquefois au-delà des bornes. » Ces qualités, alliées à sa très haute naissance (un prince du sang, issu tout à la fois des maisons de Bourbon, de Condé et de Conti) en font un objet de méfiance pour Louis XIV, son arrière-grand-cousin, qui ne supporte pas qu'« une tête dépasse trop » et qui, conséquemment, le tiendra à distance tout en ne cessant jamais de garder un oeil sur lui. Cela est particulièrement prégnant lors de l'effroyable scandale qui entoure le jeune Comte de Vermandois, bâtard du Roi Soleil, entre 1681 et 1682 - bien que le très jeune François-Louis de Bourbon-Conti n'y ait eu aucun rôle déterminant - et sera encore accentué à la suite des prouesses militaires du jeune prince.

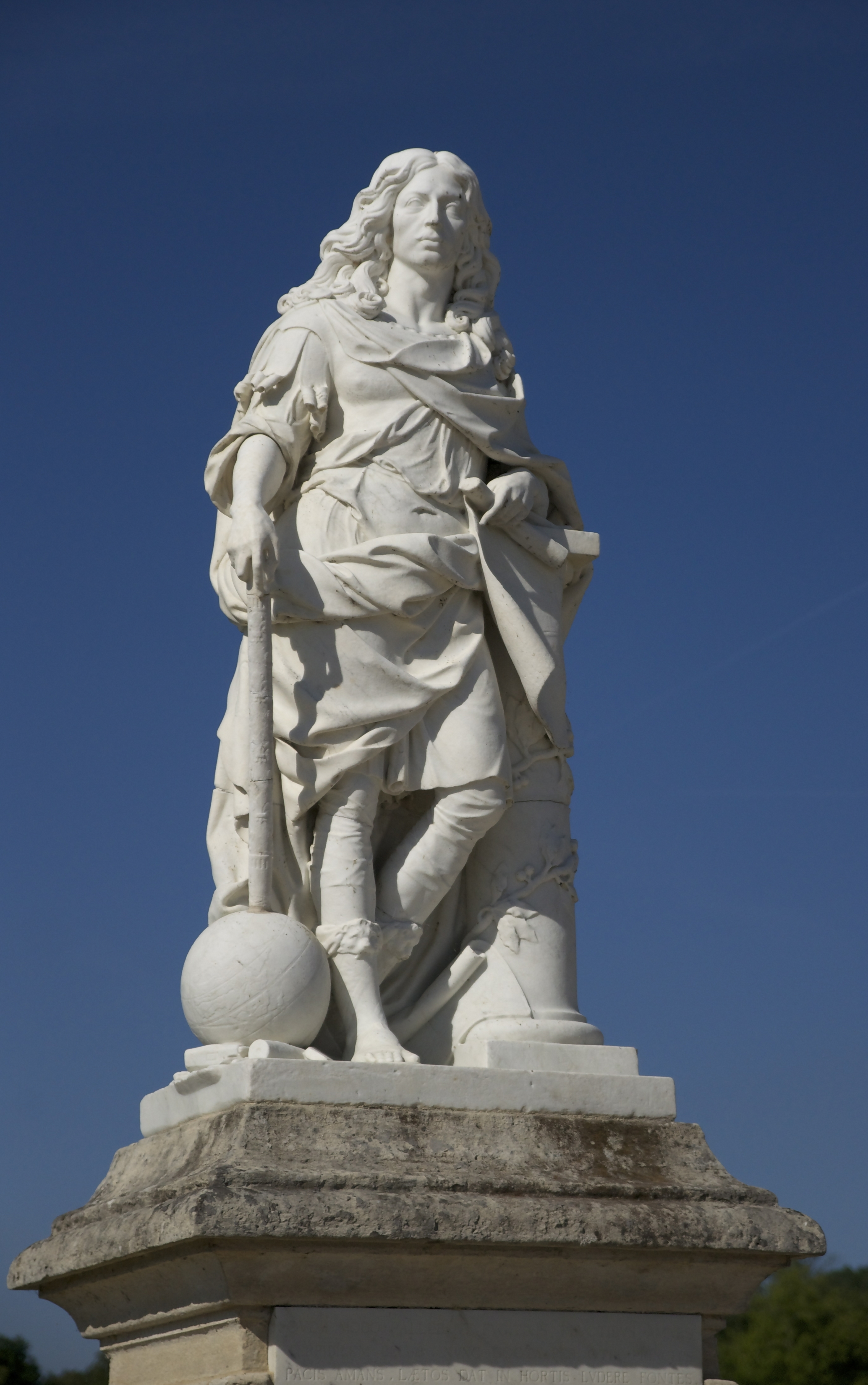
Le Grand Condé, héros de la bataille de Rocroi (par Antoine Coysevox). Oncle et tuteur du futur Grand Conti, il verra en lui son digne successeur dans la gloire des armes.

### Attachement duGrand Condépour le futurGrand Conti
François-Louis est très tôt orphelin. Son père meurt en 1666, quand il n'a que deux ans, et sa mère, à laquelle l'enfant il est très attaché, en 1672, alors qu'il a huit ans. Par leurs testaments respectifs, ces derniers confient leurs deux fils aux soins de la duchesse de Longueville, leur tante paternelle, et du Grand Condé leur oncle, qui sera pour eux un tuteur, veillant soigneusement, et même affectueusement, à parfaire leur éducation et sauvegarder leur immense patrimoine mobilier et immobilier. Très vite, le Grand Condé s'attache particulièrement à François-Louis (futur « Grand Conti »), pressentant en lui son digne successeur dans la carrière des armes. Le duc de Saint-Simon note que, pour le jeune François-Louis, « Monsieur le Prince le héros [le Grand Condé] ne se cachait pas d'une prédilection au-dessus de ses propres enfants ; il fut la consolation de ses dernières années ». Massillon se montre plus précis : « Un si beau naturel, et de si grandes espérances dans ce neveu si chéri, tiraient des yeux du Prince de Condé, des larmes de joie, d'admiration, et de tendresse : il se voyait revivre en lui. Il y retrouvait toutes ses rares qualités, (osons le dire après lui) sans y retrouver ses défauts. La nature même avait tracé jusques dans la ressemblance de leur visage, celle de leur âme. En le formant, il achève, il embellit sa propre image. » Enfin Dangeau, analysant dans son Journal les raisons de la jalousie du duc de Vendôme et de son frère le Grand Prieur à l'égard des prouesses militaires du Grand Conti, note que ce dernier « était comme le cœur de son oncle [le Grand Condé], et le plus aimable, et le plus séducteurs des humains ».

### Affaire du Comte de Vermandois et disgrâce passagère (1681-1682)
C'est en juin 1681 qu'éclate l'affaire du jeune Comte de Vermandois, bâtard légitimé du Roi et de Mme de La Vallière. Le très jeune François-Louis (à peine 17 ans) n'y a joué aucun rôle direct, l'affaire étant surtout le fait du « cercle » homosexuel qui gravite autour de Monsieur, frère du Roi - dont le fameux chevalier de Lorraine. Quoique conscient de cela, Louis XIV, refuse de sévir directement contre l'entourage de son frère, fils de France ; aussi choisit-il, pour des raisons politiques, de décharger sa fureur de père offensé et de monarque irrité sur le comte de Vermandois, son bâtard, et sur les nobles et princes du sang qui se trouveraient mêlés à l'affaire, même à tort. Le Roi convoque son fils qui, intimidé, lui donne des noms, dont celui de François-Louis. Louis XIV y voit un prétexte pour renforcer son contrôle des princes du sang, singulièrement ceux de la prestigieuse  mais séditieuse branche de Condé, dont il n'oublie pas le rôle dans la Fronde. François-Louis se voit ordonner de s'exiler à Chantilly, auprès de son oncle le Grand Condé. Il y vit un exil doré durant une année environ. En septembre 1682, son oncle le Grand Condé, de passage à Versailles, demande à Louis XIV le retour de son neveu à la Cour. Le Roi y consent et reçoit le prince très gracieusement - ne pouvant s'abstenir, néanmoins, d'une petite réprimande.

## Prouesses militaires en Flandre, au Luxembourg et en Hongrie (1683-1694)

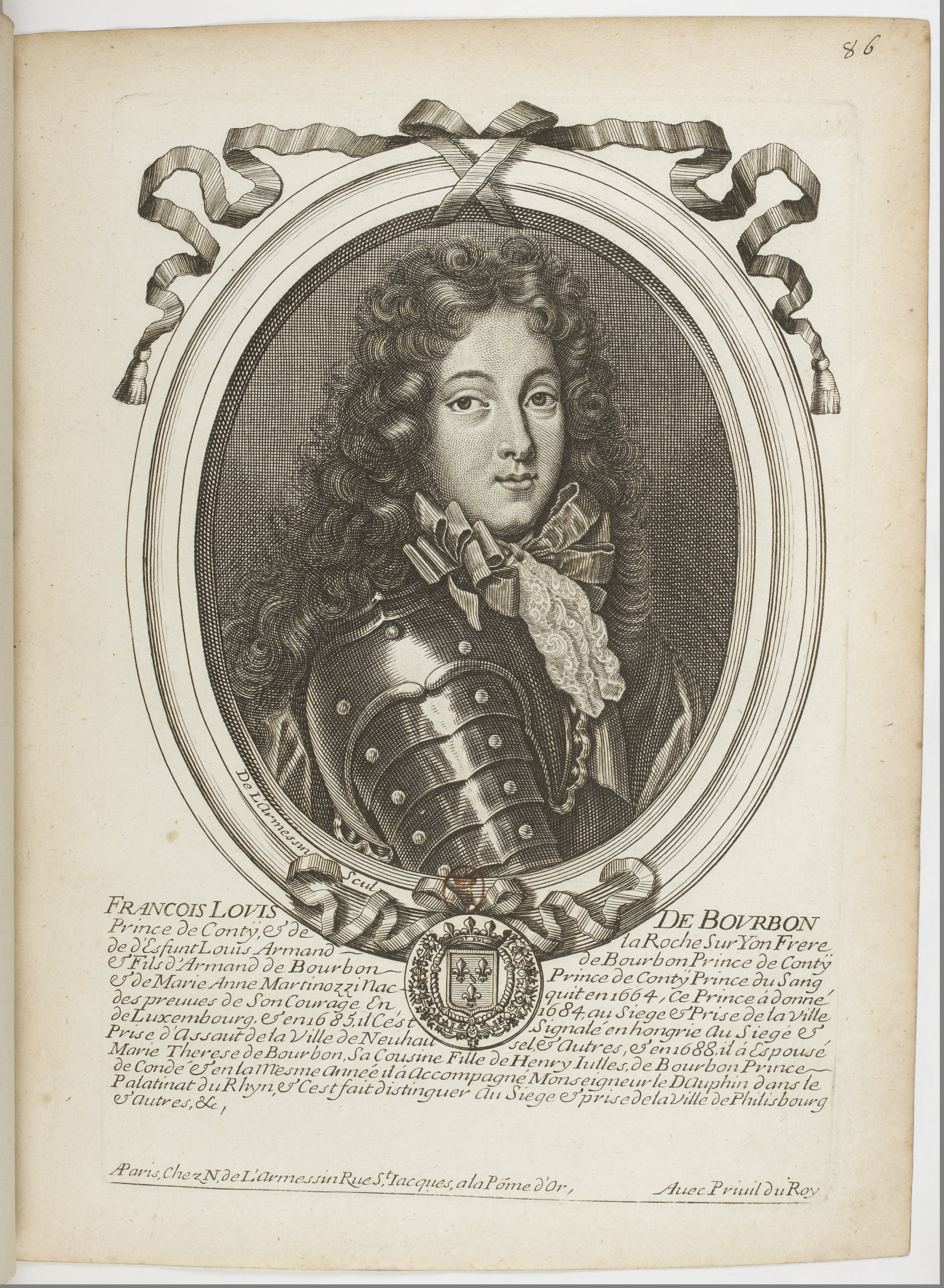
Le Grand Conti vers 1688.

En 1683, François-Louis de Bourbon-Conti participe avec son frère (3e prince de Conti) aux sièges de Courtrai et de Dixmude, et se distingue l'année suivante au siège de Luxembourg en fonçant à la tête de ses grenadiers à l'assaut d'un bastion, qu'il finit par prendre. Ses talents militaires commencent à briller, d'autant qu'il est très aimé des soldats qu'il commande. Ses nouveaux exploits durant les campagnes d'Allemagne et des Pays-Bas lui valent d'être surnommé « Grand Conti », en référence au surnom du « Grand Condé » acquis à l'issue de la fameuse bataille de Rocroi de 1643. Celui-ci est très fier de son neveu :

« François-Louis se couvre de gloire sous le maréchal de Luxembourg, au siège de Namur, puis à Steinkerque et à Nerwinde. Maréchal de camp en 1690 à Steinkerque, tourbillonnant partout sur le champ de bataille, il rétablit seul l’aile gauche qui plie, et a quatre chevaux tués sous lui. A l’assaut, il prend des mains d’un porte-étendard blessé le « drapeau colonel » du régiment de Bourbonnais, et, l’élevant haut au-dessus de sa tête pour rallier officiers et soldats, s’élance à pied contre l’ennemi, lui enlève ses chevaux de frise et franchit tous les obstacles, sous les balles, suivi de ses gardes qui se font jour après lui. Dans ce violent effort, qu’il dirige avec un irrésistible élan, les bataillons hollandais de Guillaume d’Orange, sans avoir été rompus par le feu, sont culbutés à coups d’épée ou de baïonnette. Luxembourg, en rentrant au camp, dit à ses officiers : « Messieurs, l’honneur de cette journée appartient tout entier à Monseigneur le Prince de Conti. Je vais l’écrire au Roi !" Mêmes prouesses à Nerwinde (1693). »

— 
Entretemps, en juillet-août 1685, François-Louis avait reçu du Roi l'autorisation de se porter volontaire, avec son frère aîné, pour rejoindre l'état-major de l'empereur Léopold en Hongrie, dans la défense de la Chrétienté contre l'Empire ottoman qui occupe le sud du pays (il en sera définitivement chassé en 1699). « La gloire, dit Massillon, l'y attend » ; d'abord à Novigrad, où, par une fulgurante charge à la tête de ses hommes, il sauve de justesse, d'une mort certaine, un groupe d'officiers impériaux qui s'étaient engagés dans une escarmouche téméraire ; ensuite à Neuhäusel où, « couvert de poussière et de gloire », chargeant à la tête de son bataillon, il culbute une compagnie ennemie, hommes et chevaux, dans un fossé abrupt que cachait le terrain. C'est à Neuhäusel encore que l'électeur de Bavière Maximilien-Emmanuel, ébloui par tant de prouesses et de qualités, se lie d'amitié avec le Grand Conti - ce qui le pousse à l'avenir vers une politique constamment pro-française. A Gran, enfin, le Grand Conti s'expose à de multiples blessures :

« Il y affronte mille fois la mort, qui paraît le respecter plus qu'il ne paraît la craindre. Il porte partout la terreur du Sang de France, toujours fatal aux Infidèles. Il fait déjà redouter aux Allemands, dans le bras même qui les défend, celui qui allait bientôt les vaincre, et il montre, de loin, aux vœux des Polonais (présents), témoins admirateurs de ses actions, le héros digne d'être un jour placé sur leur trône. »

— 
Mais là commence la dangereuse affaire des « Lettres impertinentes de Hongrie », qui marque durablement les relations personnelles du Grand Conti avec Louis XIV, tout comme les affaires de la Fronde, pourtant beaucoup plus graves, avaient naguère marqué les relations du Roi avec le Grand Condé.

## Les lettres «impertinentes» de Hongrie (1685-1686)

### Nouvelle disgrâce passagère
C'est d'Esztergom, en Hongrie, que le Grand Conti, se reposant entre les actions militaires, écrit quelques lettres qui allaient être considérées à Versailles comme « impertinentes », à sa belle-sœur, l'épouse de son frère, la princesse de Conti, fille naturelle de Louis XIV et de Mme de La Vallière. Sa belle-sœur lui répond pourtant familièrement, sur le même ton badin. Dans ces lettres tout à fait privées, pour plaisanter un peu, François-Louis appelle parfois Louis XIV « le roi du théâtre » ; ces lettres, tout de même adressées à une fille du roi, et bien que celle-ci n'en veuille absolument pas à son jeune beau-frère, sont interceptées par la police royale et vite mises, telles qu'elles, sous les yeux du Roi Soleil. Ce persiflage, bien que candide et humoristique, vaut à François-Louis, dès son retour de Hongrie, et bien que couvert de gloire pour la France, d'être de nouveau sèchement exilé à Chantilly, chez son oncle le Grand Condé. Avec, cette fois, la consigne de ne pas en sortir jusqu'à nouvel ordre. Dans l'immense domaine princier de Chantilly, François-Louis passe de nouveau des jours heureux, d'exil doré auprès du Grand Condé, fier et charmé d'avoir sous son toit ce glorieux neveu. Cependant, le 9 octobre 1685, François-Louis y a un grave accident : un grand cerf fonce sur lui et le blesse largement au front, durant une chasse à courre qu'il suivait en simple promenade à cheval (quoique guerrier, le Grand Conti, dans la vie privée, n'aimait ni la chasse ni la mort des animaux). Le cerf, aux abois, déboula soudain sur lui. Il fut « choqué et renversé, dans un extrême péril de la vie, avec une large blessure entre l'œil et la tempe » ; informé, Louis XIV lui dépêche aussitôt son Premier Chirurgien, Charles-François Félix, qui coud la plaie de nombreux points de suture et assure que le prince survivra. Il en conservera sa vie durant une cicatrice allant de l'œil à l'oreille. C'est au cours de cet exil au château de Chantilly qu'il devient, subitement, le mois suivant, le 4e prince de Conti, par la mort imprévue de son frère, Louis-Armand, qui meurt de la variole (appelée à l'époque « petite vérole »), le 9 novembre 1685. Cet événement le bouleverse, tant il était attaché à ce frère aîné, et le plonge dans la désolation. Cette mort peine d'ailleurs toute la cour, et notamment Louis XIV, dont Louis-Armand était le gendre. À dater du 9 novembre 1685, François-Louis quitte la titulature de « Prince de La Roche-sur-Yon » et devient officiellement « Prince de Conti » en titre. Mais Louis XIV, malgré ce deuil, le maintient encore en exil.

### Apparent pardon

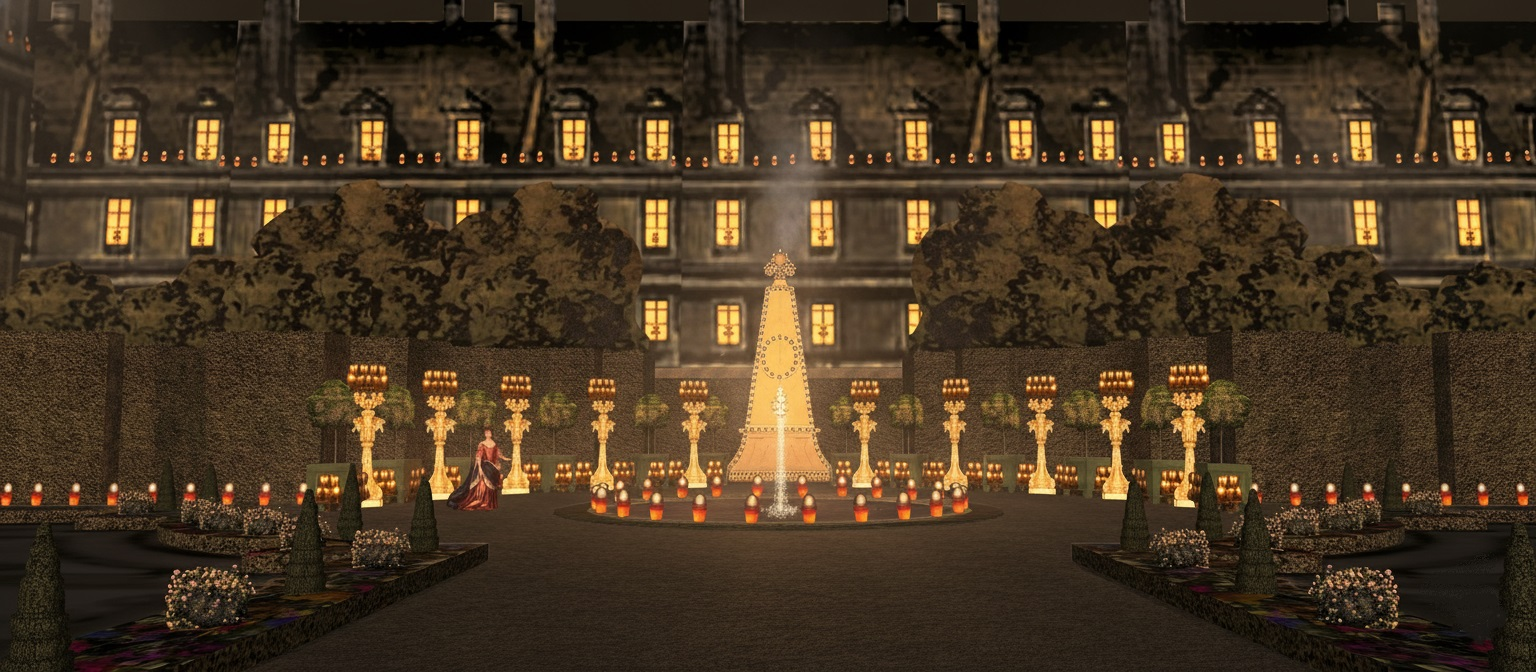
Restitution de l'illumination offerte par le prince de Conti au Grand Dauphin, en l'hôtel de Conti à Paris, juin 1688.

Le 2 juin 1686, sur les instances de son oncle le Grand Condé, Louis XIV lui confère cependant, maintenant qu'il est héréditairement prince de Conti, le grade de chevalier de l'ordre du Saint-Esprit, avec trois autres princes du sang, mais non sans avoir tenu à préciser, au préalable, qu'il octroyait cette dignité « non pas à sa personne, mais seulement à son rang princier, et qu'ils n'en seraient pas plus amis pour cela »… signe que la rancune du Roi Soleil était tenace et qu'il ne pardonnait toujours pas à François-Louis les « badineries » des lettres de Hongrie. Le 30 mai, trois jours avant la cérémonie d'investiture, le Grand Condé avait amené avec lui, de Chantilly à Versailles, le prince de Conti. Le 2 juin, Louis XIV le reçut et le fit chevalier de l'Ordre tout en lui marquant la même froideur ; c'est que le roi, implicitement, attendait toujours du prince l'aveu des noms de plusieurs autres correspondants français qui lui avaient également écrit quand il était en Hongrie, dont la police royale n'avait pu découvrir l'identité d'après leur écriture dans les lettres ; or François-Louis, par fierté princière et par fidélité amicale, ne pouvait céder sur ce point et livrer ces noms sans se déshonorer. C'est pourquoi, dès la fin de la cérémonie officielle du 2 juin il se retira aussitôt à Chantilly, se considérant toujours en état d'exil, ce qui affligea secrètement presque toute la cour.
L'année suivante, le 10 décembre 1686, le Grand Condé était moribond, des longues suites de la goutte. Il écrit une lettre d'adieu à son cousin Louis XIV, dans laquelle, dans l'un des paragraphes, il le supplie de vouloir bien, avant sa mort, enfin pardonner à son neveu le prince de Conti, et de lever son ordre d'exil contre lui. Louis XIV, ému par cette lettre et par la mort visiblement imminente de Monsieur le Prince (titre officiel du Grand Condé), lui répond sur-le-champ, le jour même, qu'il suspendait l'exil de François-Louis et qu'il invitait celui-ci à venir le rencontrer au château de Fontainebleau pour qu'il lui rende sa grâce. Le Grand Condé a la consolation de recevoir cette réponse à temps, juste avant de décéder le lendemain, 11 décembre.

## Prouesses militaires en Allemagne, Belgique et Pays-Bas (1688-1694)

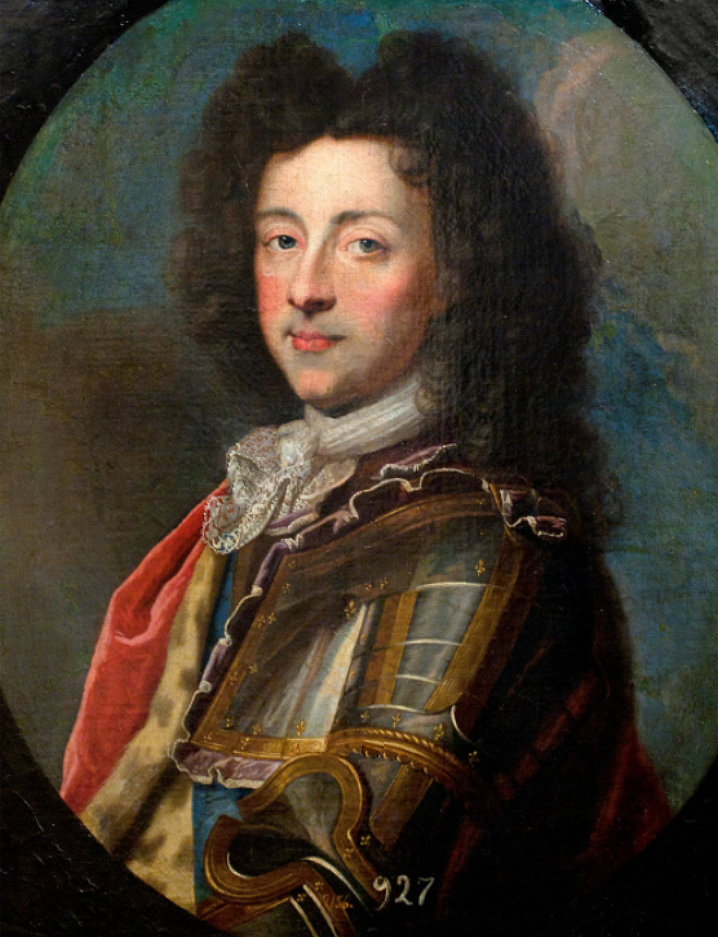
Le prince de Conti

Le 25 septembre 1688, au début de la guerre de la Ligue d'Augsbourg, François-Louis de Bourbon-Conti, n'ayant pas reçu de commandement particulier  du roi, part comme simple volontaire pour participer au siège de Philippsburg. En mai 1689, il suit son ami le maréchal de Luxembourg aux Pays-Bas et prend brillamment part à la victoire de Fleurus (1690). En 1692, il participe aux sièges de Mons et de Namur, où, devant tant de prouesses, le roi accepte de le nommer enfin lieutenant général, le 3 mai.
Mais malgré sa bravoure éclatante durant le siège de Namur, sous les yeux mêmes de Louis XIV, celui-ci paradoxalement se méfie toujours de lui, ce que regrettera beaucoup, dans ses Mémoires, le duc de Saint-Simon, alors jeune témoin direct, participant lui aussi à ce siège ; c'est à cette occasion qu'il se liera d'amitié pour toujours avec le prince de Conti, se retrouvant encore ensemble lors de la bataille de Neerwinden l'année suivante, où Saint-Simon a l'occasion d'apprécier, de près, à la fois les qualités humaines du Grand Conti, « extrêmement poli, plein de discernement », et sa bravoure militaire qui, malgré une violente « contusion » reçue dans les côtes et « un coup de sabre à la tête » (il retrouvera et châtiera dès le lendemain son adversaire), le rend maître du village de Neerwinrden, point névralgique de la bataille. Trois mois plus tard, à Steinkerque, le 3 août, le Grand Conti déploie tant d'énergie sur le champ de bataille qu'il a deux chevaux tués sous lui. Saint-Simon précisera, rétrospectivement : « Il était prince du sang, et, quoique mal vu du Roi, il jouissait de l'estime et de l'affection publique. »
Revenu à la cour, tout auréolé de prestige militaire, partout nommé « le Grand Conti », notamment dans le peuple et dans l'armée, aimé par tous les courtisans, François-Louis de Bourbon-Conti jouit depuis longtemps de l'amitié du Grand Dauphin, fils de Louis XIV et son potentiel successeur, qui est pour lui un ami d'enfance, ce qui achève, étrangement, de lui aliéner encore davantage le Roi, dont la rancune à son égard ne s'éteint jamais tout à fait. Le Grand Conti s'y résigne sereinement et espère, pourtant sans l'exprimer, et comme le note Saint-Simon, qu'il serait dédommagé de cette grande injustice royale durant le prochain règne : « Élevé avec Monseigneur » [titre  officiel du Grand Dauphin], « extrêmement bien avec lui et avec toute sa privance, il comptait sur le dédommagement le plus flatteur et le plus durable sous le règne » de celui-ci. Avec le Grand Dauphin le Prince de Conti fait encore la campagne de Flandre, en 1694, puis revient à la Cour fin septembre, où l'attendent divers soucis, dont un retentissant procès avec la duchesse de Nemours.

## Procès avec l'irascible duchesse de Nemours (1694-1699)
La famille d'Orléans-Longueville était historiquement souveraine en titre de la principauté de Neuchâtel depuis 1458. En 1694, à la mort de son cousin germain le dernier duc de Longueville, le Grand Conti revendique de droit cette principauté en vertu d'un premier testament, en bonne et due forme, de ce cousin, fait dès 1668 et qui l'en instituait héritier (ce que reconnaîtra le parlement de Paris par jugement). En 1671, devenu atteint de démence, le duc de Longueville fit un second testament où, cette fois, il faisait héritière de Neuchâtel la duchesse de Nemours, sa demi-sœur beaucoup plus âgée que lui. Sans doute manipulé par elle dans cet objectif, cela allait susciter un épique et long conflit judiciaire entre la duchesse et le Grand Conti pour trancher la question de la validité du premier ou du second testament. À la suite d'un jugement du parlement de Paris en faveur du prince de Conti, la vieille duchesse, personnage haut en couleur, qui avait toujours vécu dans l'hostilité à l'égard de toute la branche des Condé, et par conséquent des Conti, poussa les hauts cris Elle décida, pour contrer le Grand Conti, de ne pas démordre du second testament, favorable à elle, et, comme elle était âgée et risquait de décéder bien avant lui, déterra un obscur jeune petit-cousin à elle, un bâtard du côté la famille de sa mère, le chevalier de Soissons, qu'elle maria d'autorité, installa chez elle et en fit son héritier pour la principauté de Neuchâtel.

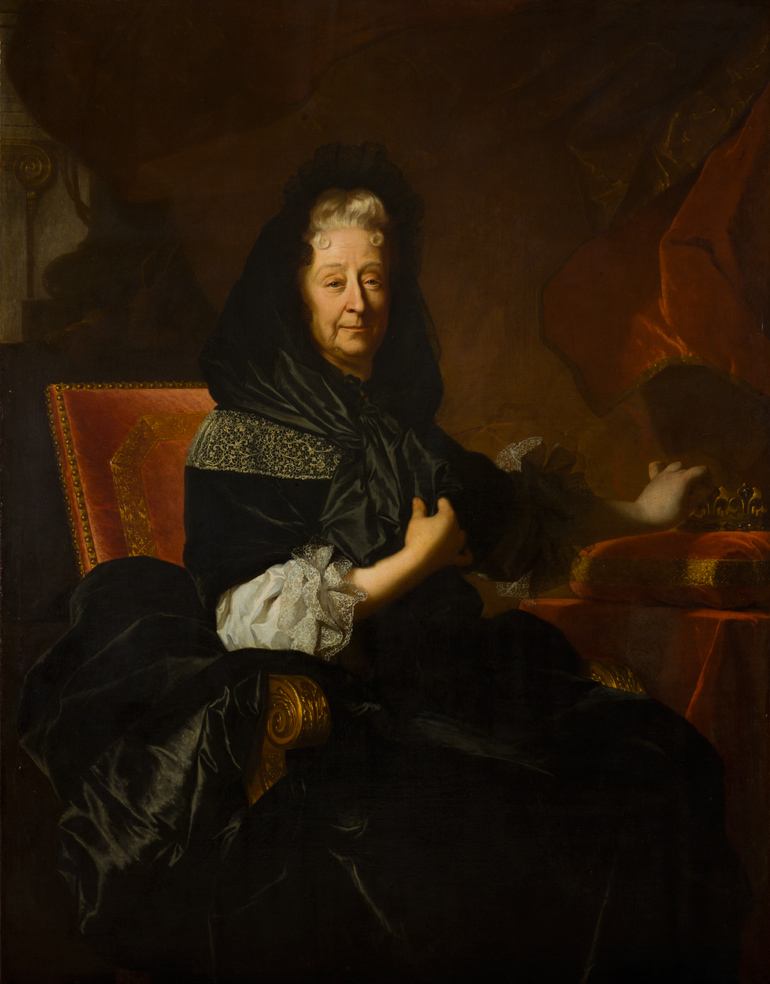
La duchesse de Nemours (par Hyacinthe Rigaud, 1705), avec qui le Grand Conti eut un procès épique pour la souveraineté sur la principauté de Neuchâtel.

Lors d'un premier jugement du 10 janvier 1696, la Grand-Chambre du parlement de Paris donna donc raison au prince de Conti et valida le premier testament du duc de Longueville comme ayant été seul fait en état de parfaite santé mentale. Apprenant le verdict :

« Mme la duchesse de Nemours cria les hauts cris et, dans sa colère, dit des choses bien fortes, et avec cela très plaisantes. La colère qu'elle conçut de cette décision est inconcevable, et tout ce qu'elle dit de salé contre M. le Prince de Conti et contre les juges. »

— 
Après appel, un second jugement est prononcé le 13 décembre 1698 par le parlement de Paris, qui redonne définitivement raison au prince de Conti. Bon prince, celui-ci fait alors proposer pacifiquement à la duchesse, au sujet de Neuchâtel, de « l'en laisser jouir sa vie durant, et à faire avec sûreté qu'après elle cette principauté lui revînt».
La vindicative duchesse rejeta toute conciliation. Elle débarqua le lendemain du jugement à Versailles, demanda audience à Louis XIV, « et, moyennant qu'elle promit au Roi de n'employer aucune voie de fait » ni violence contre le prince de Conti, « elle fit trouver bon à Sa Majesté qu'elle allât à Neuchâtel soutenir son droit ». Le roi le lui permit. Le Grand Conti décida alors d'y aller aussi, soupçonnant la colérique duchesse de vouloir soulever les bourgeois de Neuchâtel contre lui. C'est ce qui arriva effectivement : habitués depuis le siècle précédent à la régence des Longueville et travaillés en sous-main, certains Neuchâtelois finirent, sur place, par manquer de respect à l'égard de François-Louis, qui y resta pour sa part princièrement indifférent. Mais Louis XIV, l'apprenant bientôt, et craignant pour la dignité de la Maison royale de France, et toujours défendant les princes du sang contre des inférieurs, ordonna au Grand Conti de rentrer à Paris, où il ne lui fit aucun reproche. Informé des menées continuelles et déloyales de la duchesse de Nemours à Neuchâtel contre la cause de François-Louis, le roi ordonna bientôt à elle aussi de rentrer à Paris, ce  qu'elle fit ; et aussitôt il lui signifia un ordre d'exil dans son domaine de Coulommiers-en-Brie (d'où elle ne fut rappelée qu'en 1704), au motif qu'elle avait laissé des Neuchâtelois manquer de respect à François-Louis, prince du sang.
Les jugements du parlement de Paris en faveur du Grand Conti étaient seulement de droit français. Or Neuchâtel était principauté souveraine ; à la mort de la duchesse de Nemours en 1707 (tenant sa parole, le Grand Conti ne la revendiqua pas de son vivant), le Tribunal des Trois-États de Neuchâtel choisit finalement de ne pas trancher entre les droits du prince de Conti et les prétentions du chevalier de Soissons, l'héritier controversé de la duchesse : par jugement local du 3 novembre 1707, il attribua la souveraineté de la principauté au futur Frédéric Ier de Prusse (à cette époque encore prince-électeur de Brandebourg sous le nom de Frédéric III). En réalité, les Neuchâtelois, devenus protestants depuis le siècle précédent, voulurent, pour des raisons plus géopolitiques que généalogiques d'héritage, attribuer la souveraineté de leur cité à un prince protestant, plutôt qu'à un prince catholique comme le Grand Conti, à travers lequel ils craignaient surtout l'influence, voire la mainmise autoritaire de la France de Louis XIV, juste à leur frontière… tandis que Frédéric III en était géographiquement éloigné et les laisseraient gérer leur cité sans trop s'en mêler. Louis XIV, par réalisme politique, choisit de fermer les yeux sur ce choix des Neuchâtelois ; d'autant plus que, en 1707, l'état de santé du Grand Conti commençait à donner des inquiétudes.

## Élu roi de Pologne malgré lui (1696-1697)

### Les motivations secrètes deLouisXIV
Dès l'été 1696, sur le conseil de l'abbé de Polignac, ambassadeur de France à Varsovie, Louis XIV nourrit le projet secret de faire élire le prince de Conti roi de Pologne, ce trône devenu vacant à la suite du décès du roi Jean III Sobieski ; il commença par l'amadouer, alors que François-Louis, sans trop le dire, n'en avait aucunement envie.
« Le Roi, relate Saint-Simon, qui ne demandait pas mieux que de se défaire d'un prince de ce mérite, si universellement connu et qu'il n'avait jamais pu aimer, tourna toutes ses pensées à le porter sur ce trône. Les candidats qui s'y présentaient étaient les électeurs de Bavière, Saxe, Palatin, le duc de Lorraine. (…) La naissance du prince de Conti, si supérieure à celle de ces candidats, ses qualités aimables et militaires, qui s'étaient fait connaître en Hongrie et qu'il avait si bien soutenues depuis, (…) firent tout espérer à l'abbé de Polignac, qui se voyait pour soi le chapeau de cardinal pour récompense. » Quant au prince pressenti, Saint-Simon précise : « M. le prince de Conti était fort éloigné de désirer le succès d'une élévation à laquelle il n'avait jamais pensé » et comprenait parfaitement que Louis XIV, voulant le flatter par cette suprême élévation royale, ne songeait en réalité qu'à faire d'une pierre deux coups : à titre personnel, se débarrasser définitivement de sa présence en France, et, à titre politique, faire élire en Pologne un roi d'origine française, issu de son sang.
La même année 1696, le prince-électeur Frédéric-Auguste de Saxe abjure le protestantisme et se fait catholique pour prétendre au trône de Pologne. Il devient très vite le seul concurrent du prince de Conti pour cette élection royale et distribue en secret des millions, à des membres influents de la Grande Diète d'élection en Pologne mais aussi parmi les cadres des forces armées pour soutenir sa candidature. Malgré cela, une grande majorité de l'opinion polonaise soutenait le parti du Grand Conti, notamment le cardinal-primat Michał Stefan Radziejowski, la plupart des sénateurs polonais et des officiers de la Couronne, et 28 palatinats.
Le 27 juin 1697, François-Louis de Bourbon-Conti est élu roi de Pologne à la majorité des trois-quarts de la Diète électorale. Aussitôt, la minorité organise une élection et opte pour l'électeur de Saxe. Mais le cardinal-primat fait proclamer l'élection du Grand Conti, entre solennellement dans la cathédrale Saint-Jean de Varsovie, fait chanter le Te Deum, et tirer l'artillerie et le canon. Le 11 juillet, la nouvelle parvient en France. Les courriers officiels de l'ambassade en Pologne appellent le prince de Conti « Sa Majesté polonaise » ; se trouvant à Marly, et Louis XIV ayant rendu publique la nouvelle, François-Louis fut littéralement « étouffé de compliments » par la cour. Le 30 août, parvint à Versailles l’information que le parti officiel du prince de Conti tenait bon, mais qu'il fallait qu'il arrive le plus vite prendre possession du royaume.
Louis XIV presse le roi élu de prendre la mer ; « le public, dit Saint-Simon, demeura partagé entre la douleur de la perte de ses délices et la joie de les voir couronnées. ». Le 1er septembre 1697 le Grand Conti est escorté à Dunkerque, où il s'embarque, le 3, avec les honneurs royaux, sur une escadre commandée par le célèbre Jean Bart, avec une somme de 2 400 000 livres comptant et 100 000 livres pour ses frais d'équipage, mise à sa disposition par Louis XIV, lequel compte bien ne plus jamais le revoir en France :
« Le Roi, ravi de se voir glorieusement délivré d'un prince à qui il n'avait jamais pardonné le voyage de Hongrie [et encore] beaucoup moins l'éclat de son mérite et l'applaudissement général que, jusque dans sa cour et sous ses yeux » l'on donnait à ce prince, « ne pouvait cacher sa joie et son empressement de le voir éloigné pour toujours ».

### La péripétie polonaise (septembre-décembre 1697)

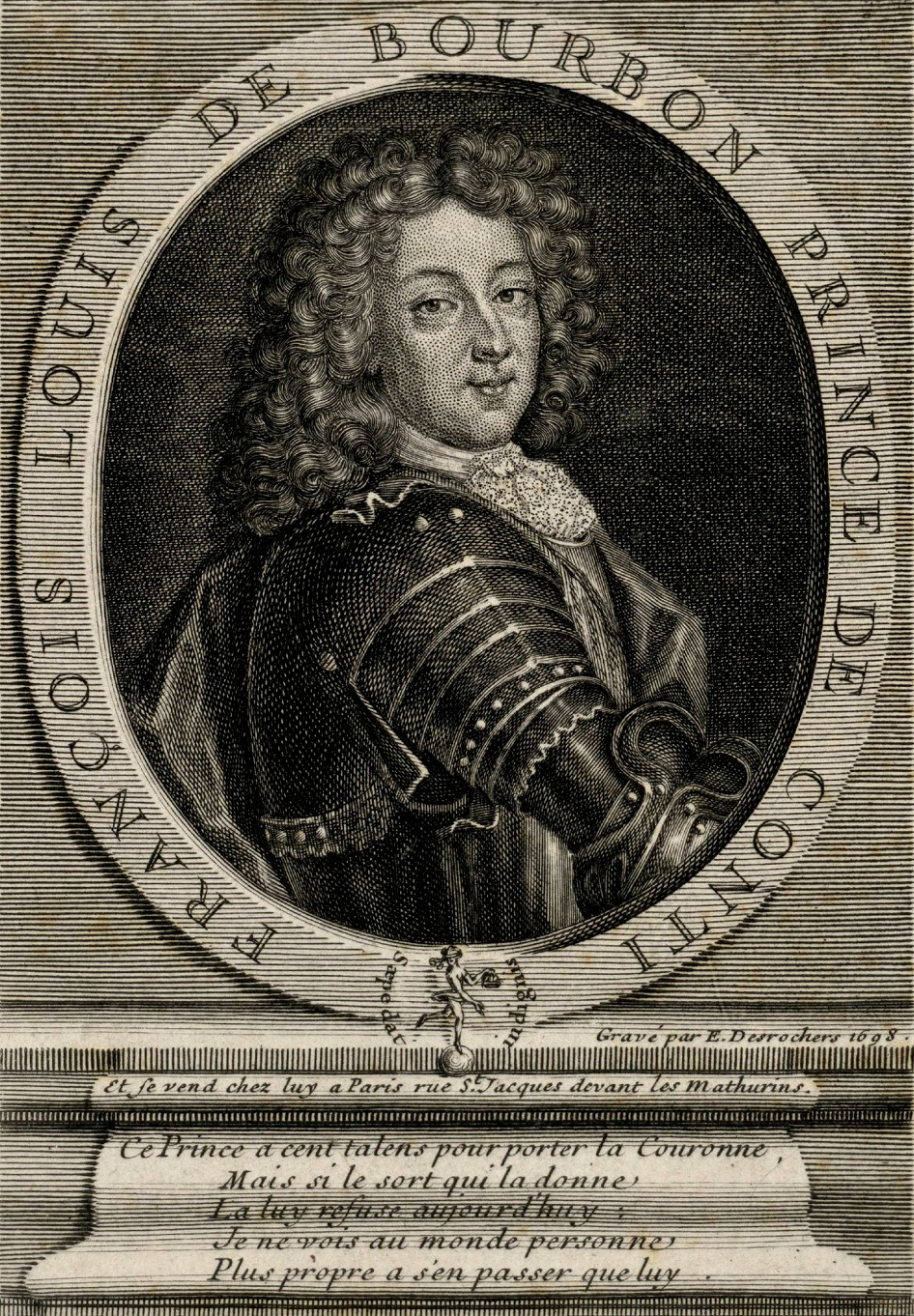
Le prince de Conti, après le voyage de Pologne. Gravure à la louange de sa magnanimité (par E. Desroches, 1698).

Le 30 août était également parvenue en France la nouvelle que l'électeur de Saxe Frédéric-Auguste s'était avancé dans les environs de Cracovie avec 5 000 à 6 000 hommes de ses troupes et des Polonais de son parti dans l'expectative de la tournure des événements.
Le 15 septembre, le prince de Conti, sur l'escadre de Jean Bart, franchit le Sund et passe devant le château de Kronborg sur les hauteurs, d'où le roi de Danemark, Christian V, qui l'observe de loin, donne l'ordre aux canons de le saluer. Du navire-amiral, le Grand Conti rend le salut en faisant tonner une double canonnade. Mais ce même jour, à Varsovie, grâce à la pression militaire de ses troupes, à un parti agissant et semant les capitaux, et notamment avec l'appui du tsar Pierre le Grand qui voulait empêcher une prédominance française en Pologne, l'électeur de Saxe Frédéric-Auguste se fait couronner roi sous le nom d'Auguste II.
Le 25 septembre, l'escadre de Jean Bart arrive en rade de Dantzig. La ville était protestante et ses représentants avaient été gagnés en sous-main par l'électeur de Saxe, encore tout récemment protestant, compétiteur du prince de Conti. La ville refusa des vivres aux frégates françaises et le François-Louis refusa de mettre pied à terre. Nombre d'évêques, de notables et de simples citoyens polonais affluèrent tous les jours pour le saluer et lui faire obédience. Vers le 10 octobre, sous la menace des troupes saxonnes d'Auguste II, les choses commencent à s'envenimer.
Le 17 octobre, la Diète électorale se réunit en divers lieux et donna partout ses voix au prince de Conti, mais l'imminence des hostilités des troupes saxonnes dispersèrent les représentants et rendit nulle leur votation.
Parfaitement conscient de l'impasse politique, démuni de troupes polonaises, n'ayant jamais désiré cette « aventure polonaise », et ne voulant pas surtout pas que le sang coule pour cela, ce prince guerrier décide sagement de s'en tenir là. De sa frégate, « il écrivit au Primat de Varsovie une lettre où il s’intitulait "François-Louis de Bourbon, prince de Conti par la grâce de Dieu, et l’affection de la nation, élu roi de Pologne et du duché de Lituanie." Dans cette lettre, digne du titre qui vient de lui être conféré, il déclare que, s’il ne s’est point empressé d’aller plus tôt témoigner sa reconnaissance aux Polonais, c’est afin de ne porter aucun préjudice aux coutumes du royaume. "C’est pour la même raison, affirme-t-il, qu’il reste à son bord, et qu’il n’a point amené de troupes avec lui." Il n’appréhende pas que le couronnement de l’Électeur puisse aucunement préjudicier à son droit, attendu la maxime qui porte que ce qui est de nulle valeur dans son commencement ne peut être rendu valide par ses suites. Il met sa confiance dans les Polonais, ayant dessein d’éviter toute effusion de sang. Mais, en cas de besoin, il promet autant de forces qu’il en pourra être nécessaire. Il demeure prêt à employer ses biens, à exposer sa propre vie, pour la religion et la liberté du royaume. Dans un autre message adressé à la République polonaise, il récrimine davantage. "On m’a manqué de parole. Ou m’a exposé à un affront, à la face de toute l’Europe." Il termine sa lettre en assurant les Polonais que, s’ils ont besoin de lui à l'avenir, ils devront venir le chercher en France. C’est un congé en règle qu’il leur donne. »
Le 8 novembre, le prince de Conti ordonne à Jean Bart de mettre à la voile, et l'escadre sort de la rade de Dantzig. Le 15 novembre, il s'arrête à Copenhague et rencontre incognito, sous le nom de Comte d'Allais, le roi Christian V. Il rembarque le 19 et arrive le 10 décembre à Nieuport d'où son convoi prend la route.
Le 12 décembre, il arrive à Paris, et le lendemain, vendredi 13 décembre, à Versailles, « il salua le Roi qui le reçut à merveille, au fond bien fâché de le revoir ».

## Longue rancune jalouse deLouisXIVà l'égard du Grand Conti
Cette « dent » secrète (mais connue de toute la Cour) de Louis XIV à l'encontre du prince de Conti aura duré plus de 25 ans, pour ainsi dire jusqu'à la mort prématurée de ce prince en 1709, soit depuis 1681, l'année où éclate l'affaire du comte de Vermandois (dans laquelle le très jeune François-Louis, alors prince de La Roche-sur-Yon, encore adolescent, n'était pratiquement pour rien). Mais Louis XIV avait une mémoire d'éléphant et se fiait, à vie, aux premières impressions, qu'elles soient vraies ou fausses, qu'il recevait « et dont les conséquences avaient tant de suites » chez lui, comme en témoigne pour lui-même le duc de Saint-Simon.
Par ailleurs, Louis XIV n'était pas roi à tolérer que quiconque, par ses mérites personnels, innés ou acquis, émerge de manière trop brillante au milieu de sa cour et fasse ombrage, non pas à lui-même le Roi, ce qui était pour ainsi dire ontologiquement impossible, mais simplement à ses apparentés les plus proches, qu'il avait décidé, une fois pour toutes, de favoriser en toutes circonstances : en l'occurrence, notamment son cher fils le duc du Maine, bâtard, né boiteux, plus tard légitimé fils de France (malgré la bâtardise), le deuxième des sept enfants qui naquirent du double adultère de Louis XIV avec Mme de Montespan, et qui eurent tous pour nourrice Mme de Maintenon (que le Roi épousera plus tard secrètement).

### Les raisons profondes - Ambivalence de l'attitude deLouisXIV

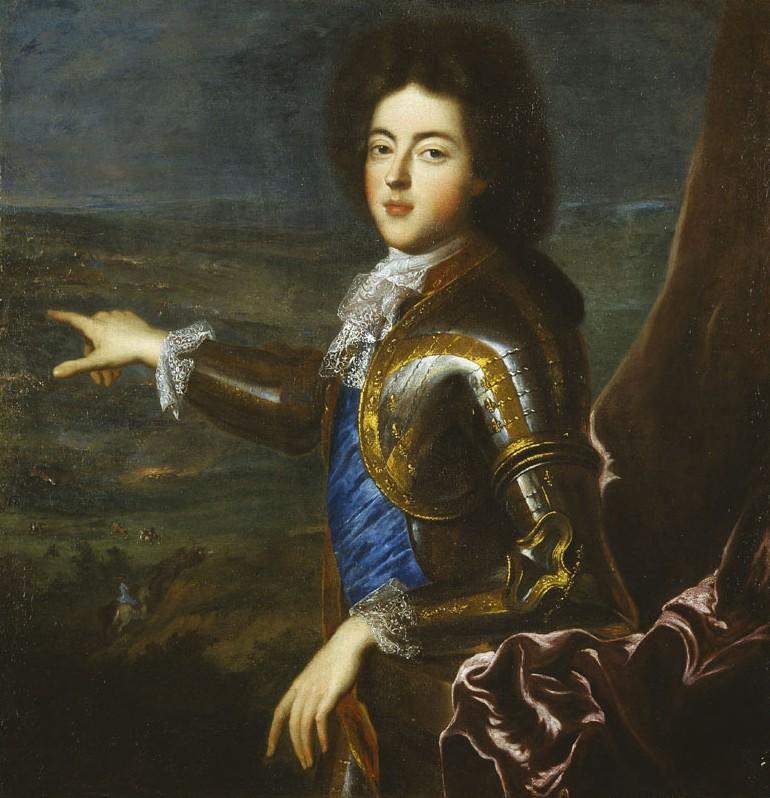
Le duc du Maine (par François de Troy, 1694). n'a pas cessé de voir dans le Grand Conti le rival de ce fils naturel.

Plus le Grand Conti multipliait les bravoures et accumulait les lauriers sur les champs de bataille, plus il était perçu par la cour, par les soldats, par le peuple même, comme devant commander en chef l'armée, vu ses mérites et malgré sa jeunesse (ou au moins être souvent désigné à la tête des nouvelles campagnes militaires), et plus Louis XIV s'acharnait, sans souffler mot, à ne lui attribuer que des sous-commandements. Peu à peu, sous divers prétextes, il en vint à l'en priver complètement pour en favoriser surtout le duc du Maine, son fils bâtard, certes très cultivé, sensible, aimant se confiner dans sa bibliothèque, mais qui, complexé par son léger pied bot, n'avait décidément pas la vocation des armes et encore moins la capacité de commander. La chose devint flagrante lors du siège de Namur en 1695, où la pusillanimité et les valses-hésitations du bâtard royal mit au désespoir le maréchal de Villeroy et fit rire la Gazette d'Hollande. Que cette gazette ait osé railler son cher fils, mit Louis XIV hors de lui, qui pourtant était d'habitude un roi « si égal à l'extérieur et si maître de ses moindres mouvements »,. Tout cela augmentait le contraste négatif entre le duc du Maine, disgracié par la nature, totalement incompétent pour le commandement, et le prince de Conti, admirable de corps, tout aussi cultivé que le duc, et qui plus est, brillant guerrier et audacieux stratège sur le champ de bataille. Comme l'explique le duc de  Saint-Simon, tout le monde en France, sans oser le dire, voulait le prince de Conti à la tête des armées. De plus, sur le plan de la descendance, ce prince du sang, petit-cousin de Louis XIV, avait encore aux yeux de celui-ci le malheur d'incarner un double et « fâcheux contraste » avec son fils bien-aimé, le duc du Maine : le premier était beau, élancé, parfait de corps et d'esprit ; l'autre, estropié de nature ; le premier était le seul de sa maison dont la pureté du sang ne fût point flétrie par le mélange de la bâtardise ; le second était un bâtard, qu'il fallut légitimer.

« Les vertus, les talents, les agréments, la grande réputation que M. le prince de Conti s'était acquise, l'amour général qu'il s'était concilié, lui étaient imputés comme des crimes. Le contraste qu'il faisait avec M. du Maine excitait un dépit journalier dans sa gouvernante [Mme de Maintenon] et dans son tendre père [Louis XIV], qui leur échappait malgré eux. Enfin la pureté de son sang, le seul qui ne fût point mêlé de bâtardise, était un autre démérite qui se faisait sentir à tous moments. Jusqu'à ses amis étaient odieux, et le sentaient. Toutefois, malgré la crainte servile, les courtisans aimaient à s'approcher de ce prince. On était flatté d'un accès familier auprès de lui. »

— 
Détail révélateur, Louis XIV ne pouvait néanmoins s'empêcher de témoigner malgré lui de la considération au prince de Conti, du moins en public : « Le Roi était vraiment peiné de la considération qu'il ne pouvait lui refuser, et qu'il était décidé à n'outrepasser pas d'une ligne ». Car Louis XIV ne permettait jamais la moindre atteinte au respect dû aux princes du sang ; car à ses yeux, c'était porter atteinte à la monarchie même, à la personne du roi, et donc à l'État. Au moins à deux reprises bien connues des historiographes du règne, Louis XIV prit immédiatement la défense du Grand Conti sans que celui-ci ne le demande, et châtia ses offenseurs, non pour l'amour du prince à titre personnel mais parce qu'il était prince du sang de France :
- Cas de la terrible duchesse de Nemours (voir plus haut). Pour avoir laissé ses partisans de Neuchâtel manquer de respect envers le Grand Conti sans les réprimer, Louis XIV exila la duchesse sur ses terres de Coulommiers-en-Brie avec défense d'en sortir, de 1700 à 1704.
- Cas du Grand Prieur. Il osa, le 28 juillet 1698, provoquer de manière insultante le Grand Conti, qui resta parfaitement maître de lui-même, au château de Meudon chez le Grand Dauphin. Le Grand Dauphin ne toléra pas cet esclandre et envoya un courrier aviser le roi. Le lendemain, le Grand Prieur reçut l'ordre d'aller de lui-même s'enfermer à la Bastille. Il fut libéré dix jours plus tard, le 6 août, avec l'ordre royal d'aller le lendemain demander pardon, d'abord au prince de Conti puis au Grand Dauphin chez qui l'esclandre avait eu lieu[33].

### Patience du Grand Conti - La Cour s'attache à lui

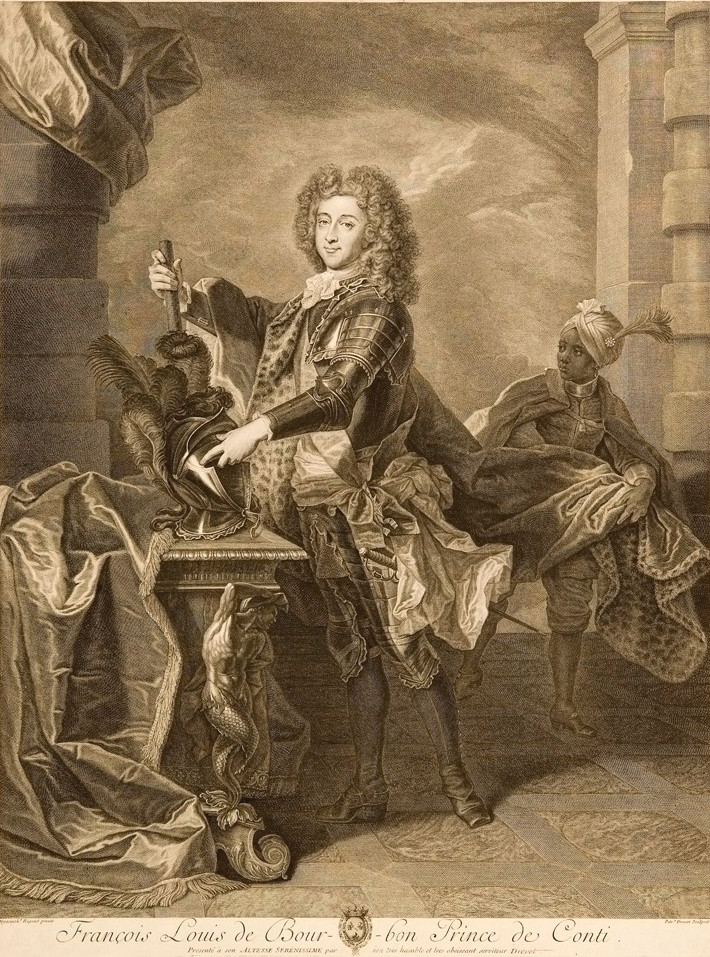
François-Louis de Bourbon-Conti et son esclave noir, par Pierre Drevet, 1700.

De son côté, le prince de Conti souffre de l'ostracisme royal. Il devine ses raisons profondes, ne s'en plaint jamais devant qui que ce soit, et ne quémande jamais rien de la grâce royale. Au contraire, il fait tout ce qui est en son pouvoir pour tenter de désarmer la rancune de Louis XIV, rancune toujours voilée de bienséance extérieure. « Il ne put jamais l'émousser, rapporte Saint-Simon, même par l'empressement de plaire au Roi ». Peu à peu, se sentant toujours mal aimé de Louis XIV, le Grand Conti espace ses séjours à la cour et n'y paraît plus qu'occasionnellement, au grand regret de cette cour fastueuse qui l'adorait littéralement et qui déplorait, sans oser le dire, l'attitude du roi à son égard.
Quand, de loin en loin, le Grand Conti arrivait à la cour, il était « dans l'instant environné de tout ce qu'il y avait de plus grand, de meilleur, de plus distingué, et de tout âge. On se pelotonnait autour de lui ; on se succédait les uns aux autres [près de lui] deux ou trois heures durant. À Marly, où tout était bien plus sous les yeux du roi qu'à Versailles, non seulement M. le prince de Conti était environné dans le salon dès qu'il y paraissait, mais ce qui composait la plus illustre, la plus distinguée, la plus importante compagnie, s'asseyait en cercle autour de lui, et on en oubliait souvent le moment de se montrer au Roi et les heures des repas. ».

« Doux jusqu'à être complaisant dans la conversation, extrêmement poli, mais d'une politesse distinguée, selon le rang, l'âge, le mérite, et mesuré avec tous. Il ne manquait en rien à personne. Il rendait tout ce que les princes du sang doivent, et qu'ils ne rendent plus. L'esprit solide et infiniment sensé, il en donnait à tout le monde. Il se mettait sans cesse, et merveilleusement, à la portée et au niveau de tous, et parlait le langage de chacun avec une facilité nonpareille. Tout en lui prenait un air aisé. Il avait la valeur des héros, leur maintien à la guerre, leur simplicité partout. »

— 

## Une mort prématurée, aux causes psychosomatiques (1707-1709)

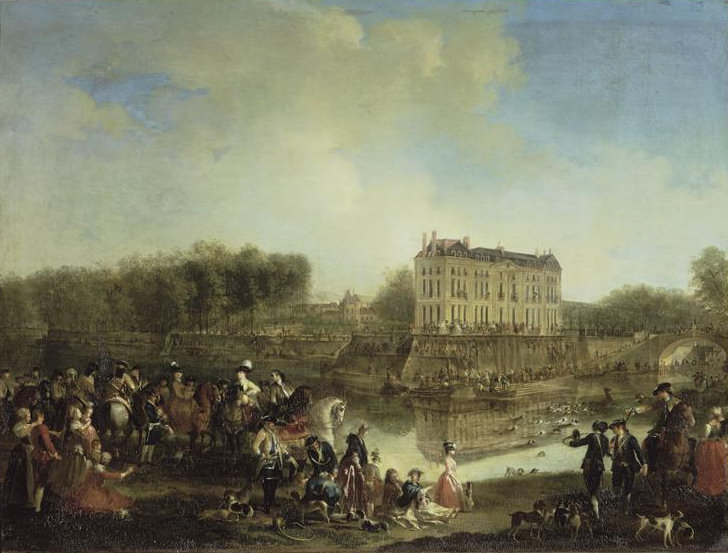
Le château de L'Isle-Adam (par M. B. Ollivier). La résidence préférée du Grand Conti hors de Paris. Il s'investit dans son réaménagement pour se soustraire à la dépression.

Le Grand Conti meurt en 1709, sans atteindre l'âge de 45 ans.
Il est difficile de savoir si cette mort est réellement prématurée car l'espérance de vie, encore au début du XVIIIe siècle, pour les hommes, ne dépassait pas 30 ans… Par conséquent, dans l'opinion de l'époque, un décès survenant après l'âge de 40 ans n'avait rien d'extraordinaire. Par contre, ce qui surprend dans le cas du Grand Conti, c'est une nette et irréversible dégradation de son état de santé après 1705, exactement concomitante avec sa complète mise à l'écart de toute mission publique : Louis XIV ne confiait plus aucune charge à son petit-cousin, ni dans le commandement militaire, son activité de prédilection où il avait tant brillé, ni dans la haute administration civile.
Sur le plan strictement clinique, le Grand Conti meurt des complications finales de la goutte, qui aboutissent à une insuffisance rénale aiguë, la même pathologie qui avait emporté son oncle le Grand Condé en 1686, celui-ci toutefois à un âge bien plus avancé que lui. Avant cette phase finale (fin 1708-1709) qui l'immobilisera totalement à l'hôtel de Conti, à Paris, François-Louis, tempérament hyperactif réduit à une oisiveté forcée, dépense son énergie à agrandir et à embellir ses propriétés familiales préférées, notamment le château de L'Isle-Adam. Cette occupation urbanistique le distrait de son chagrin silencieux. Le duc de Saint-Simon, témoin oculaire et historiographe minutieux, a bien observé que cette inactivité forcée, vexatoire et implicite, déprime fortement cet hyperactif et accélère certainement l'aggravation de sa maladie, processus caractéristique d'une évolution psychosomatique.

### Le témoignage formel du duc de Saint-Simon
Après avoir évoqué tout ce que le prince de Conti fit, malgré sa fierté naturelle, pour essayer de se rapprocher du roi et de toucher son cœur de manière sensible et délicate, le mémorialiste n'hésite pas à attester :

« Il ne put jamais se le réconcilier. Quelque soin, quelque humiliation, quelque art, quelque persévérance qu'il y eût si constamment employés. Et c'est de cette haine [de la part du roi], si implacable, qu'il mourut à la fin, désespéré de ne pouvoir atteindre à quoi que ce fût, encore moins au commandement des armées. Il demeura le seul prince sans charge, sans gouvernement, même sans régiment, tandis que les autres, plus encore les bâtards [du roi] en étaient accablés.
À bout de tout, il chercha à noyer ses déplaisirs dans le vin, et dans d'autres amusements pour lesquels son corps était devenu trop faible, et la goutte l'accabla. Ainsi, privé des plaisirs, et livré aux douleurs du corps et de l'esprit, il se mina. »

— 
Cependant en juillet 1708, d'une part à cause de la mauvaise tournure des événements de la Guerre de Succession d'Espagne et des graves revers que l'armée française subit en Italie, et d'autre part devant l'inquiétude qu'inspirent à tout le monde l'état de santé du Grand Conti, Louis XIV se « ressouvient » enfin de lui et de sa valeur militaire, après avoir fait semblant de les ignorer depuis des années : le projet mûrit de nommer François-Louis commandant en chef des troupes françaises de la ligue d'Italie et de faire servir sous lui tous les généraux sur place, qui se disputent entre eux le commandement, car la supériorité de son rang en imposera à tous. Dans ce but, Louis XIV le reçoit de nouveau en son cabinet, ce qui constitue l'événement du jour à Versailles, puis Mme de Maintenon qui s'entretient très longuement avec lui, pour la première fois de sa vie. Rentré à l'hôtel de Conti, le prince reçoit la visite du nonce apostolique, Agostino Cusani, qui s'enferme avec lui pour discuter de son prochain déplacement en Italie, au nom du pape Clément XI.
En août, le ministre de la Guerre, Chamillart, convainc Louis XIV qu'il est plus urgent de donner au Grand Conti, vu ses éclatants succès militaires en Flandre au cours de la précédente décennie, d'abord le commandement de l'armée sur ce front du Nord, puis juste après sur le front italien. Le roi en est d'accord et le prince de Conti aussi :

« Chamillart, qui avait le cœur droit et français et allait toujours au bien, sentait le désordre et les besoins pressants de la Flandre, et se servit de ce premier retour forcé vers M. le prince de Conti pour porter le Roi à relever l'état si fâcheux de cette frontière par ce même Prince dont la naissance même cédait à la réputation. Il l'emporta et il eut la permission de l'avertir qu'il était choisi pour commander l'armée de Flandre. M. le prince de Conti en tressaillit de joie. »

— 
Mais en septembre, avant même l'annonce officielle de son commandement en Flandre, tout le monde déchante : au milieu du mois la santé du Grand Conti se dégrade brutalement et le force à renoncer à cette ultime mission, qu'il avait tant espérée. On l'avait rappelé vraiment trop tard. Le duc de Saint-Simon en témoigne à nouveau :

« Pour comble d'amertume, il n'entrevit un retour glorieux et certain que pour le regretter aussitôt. Il n'était plus temps : sa santé était désespérée. Et il le sentit bientôt. Ce tardif retour vers lui ne servit qu'à lui faire regretter la vie encore davantage. Il périt lentement, dans le regret d'avoir été conduit à la mort par la disgrâce, et de ne plus pouvoir être ramené à la vie par ce retour inespéré du Roi et par l'ouverture d'une nouvelle brillante carrière »

— 

### Une agonie accompagnée par le peuple parisien
Rapidement au cours de l'automne 1708, ne supportant plus les aliments solides, le prince de Conti se contente de se nourrir presque uniquement de lait, ce qui au début lui fait du bien. Mais les médecins s'entêtent à lui maintenir ce régime lacté au lieu de le ramener progressivement à d'autres aliments légers. Le 5 décembre, se déclare brutalement un grave œdème des jambes qui n'allait plus le quitter, et une paralysie intermittente de la main gauche, sans doute périodique. Le Grand Dauphin, héritier présomptif de Louis XIV, resté très proche du Grand Conti depuis l'enfance, lui envoie le fameux Helvétius, dont les produits le soulagent d'abord. Mais début janvier 1709, se déclarent des crises de suffocation et une fièvre continue, et l'extrait de quinine que les médecins lui administrent n'agit pas. Ne supportant plus le lit ni la position allongée, le prince reste désormais assis, de jour comme de nuit, dans son fauteuil dans lequel il mourra, parfaitement conscient jusqu'à la dernière heure.

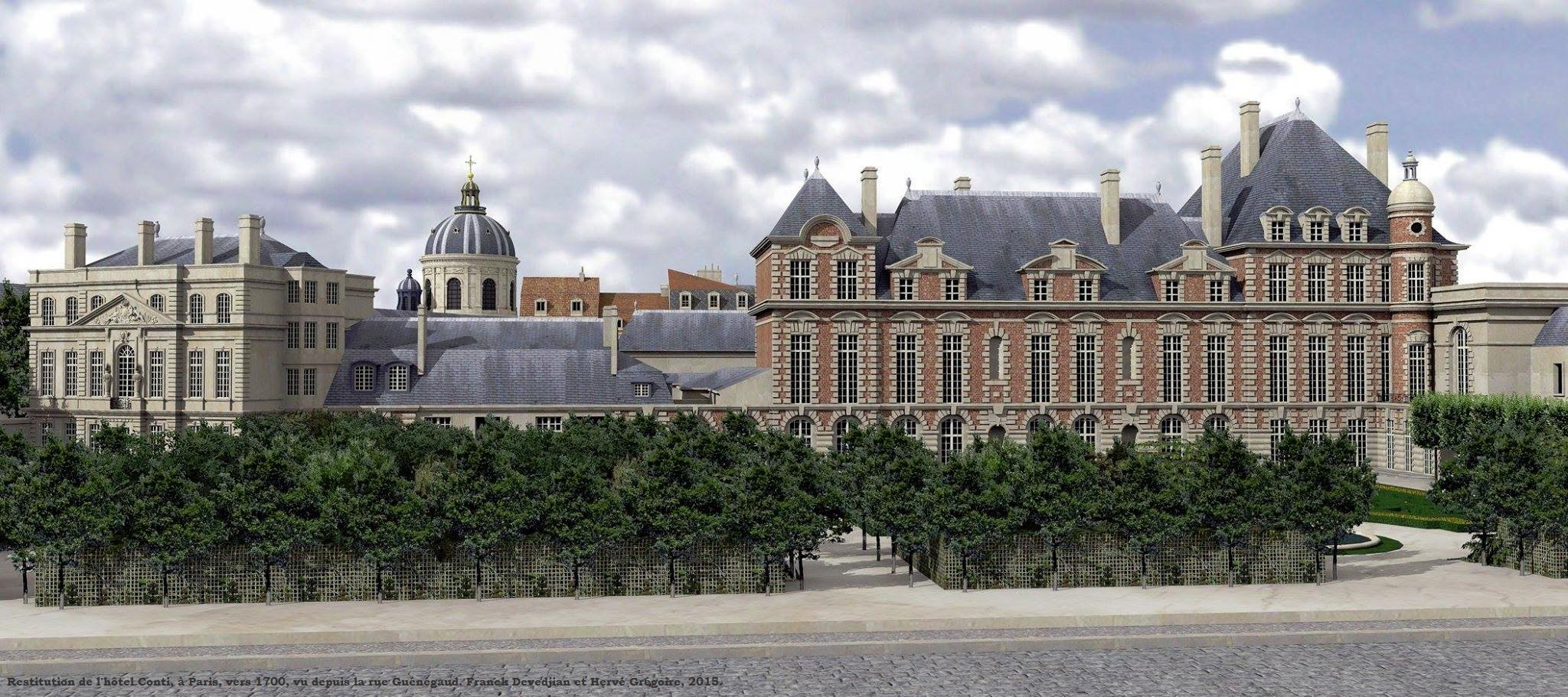
L'hôtel de Conti, à Paris, où meurt le Grand Conti le 22 février 1709. Façade côté jardins intérieurs, vers 1700 (Restitution 3D par Franck Devedjian et Hervé Grégoire, 2016).

Dans les salons de l'hôtel de Conti, l'affluence du petit peuple et des grands seigneurs est continuelle à toutes les heures de la journée. Le prince, ne pouvant rencontrer la foule quotidienne, envoie souvent ses gens la remercier en son nom pour sa venue et son affection :
« On ne saurait s'imaginer combien tout le public s'intéressa à la conservation de ce Prince. Son hôtel, pendant toute sa maladie, ne désemplissait point de gens de toutes les conditions. Sur la fin de sa maladie, la Princesse sa femme, ayant envoyé à l'église Sainte-Geneviève pour faire dire des messes pour lui, le sacristain répondit qu'il était inutile qu'on lui donnât de l'argent pour cela, parce que tous les prêtres de sa communauté ne pourraient pas dire en quinze jours toutes les messes auxquelles ils étaient obligés, car il en avait déjà reçu d'un grand nombre de particuliers pour la même intention. »
De son côté, Louis XIV fait prendre tous les jours de ses nouvelles et envoie plusieurs fois le visiter successivement le Grand Dauphin son fils, les ducs de Bourgogne et de Berry ses petits-fils, ainsi que les princes et princesses du sang. Tout le monde « essayait de l'amuser, note Saint-Simon, de toutes les curiosités qu'on pouvait… Il laissait faire. »

### Une mort chrétienne
Le Grand Conti était tellement attaché à la vie que la pensée et la perspective de sa mort, qu'il sent prochaine, lui sont d'abord une source d'angoisse psychique insupportable. Cependant, maître de lui-même, il s'interdit absolument de manifester son angoisse devant son entourage ; en présence de ses proches et de ses visiteurs, il ne lui échappe pas la moindre plainte. Il ne confie cette angoisse existentielle, en secret, qu'au Père de La Tour, supérieur général de l'Oratoire et familier de la Maison des Condé, qui vient à son chevet l'assister et le réconforter chaque jour :

« Il choisit le P. de La Tour, général de l'Oratoire, pour le préparer et l'aider à bien mourir. Il tenait tant à la vie, et venait encore d'y être si fortement attaché, qu'il eut besoin du plus grand courage. Trois mois durant, la foule remplit toute sa maison et la place qui est devant. Les églises retentissaient des prières de tous pour lui. Il est arrivé plusieurs fois aux gens des Princesses, sa femme et ses filles, d'aller dans les églises, de leur part, pour faire dire des messes et de les trouver toutes déjà retenues pour lui. Rien de si flatteur n'est jamais arrivé à personne. À la cour, à la ville, on s'informait sans cesse de sa santé. Les passants s'en demandaient dans les rues de Paris. »

— 
Le 18 décembre, le Grand Conti fait une confession de sa vie entière dans l'oreille du P. de La Tour, en reçoit l'absolution plénière, et demande lui-même au prêtre de lui donner tout de suite le viatique. Le 19 janvier, l'œdème des jambes et les suffocations s'aggravent. Le 1er février, il signe son testament. Le 18 les médecins perdent tout espoir. Le 20, se sentant faiblir, et craignant de perdre connaissance, il demande au Père de La Tour de lui administrer le sacrement de l'Extrême-onction. Le soir, le duc du Maine, son rival de toujours, vient le visiter, extrêmement ému, durant une heure ; de retour à Versailles le soir même, il fait à Louis XIV son père naturel, le récit de cette visite et lui rapporte « toutes les choses touchantes que ce Prince mourant lui avait dites pour Sa Majesté » ; le roi en est tout attendri, ainsi que tous les assistants.
Le jeudi 21 février, le Grand Conti demande lui-même au P. de La Tour et aux assistants de commencer pour lui les prières des agonisants. Dans l'après midi, il entre dans les râles de l'agonie mais reste éveillé. Parfaitement conscient, le vendredi 22 février il expire à 9 heures du matin.

« Le mal redoubla. Il conserva toute sa présence d'esprit, jusqu'au dernier moment. Il mourut dans son fauteuil, dans les plus grands sentiments de piété, dont j'ai ouï raconter au P. de La Tour des choses admirables. »

— 
Le 24 février, la Faculté procède à l'autopsie :
« On vit le rapport des chirurgiens qui avaient ouvert le Prince de Conti, par lequel on avait appris qu'il avait toutes les parties nobles parfaitement belles, mais qu'on lui avait trouvé cinq chopines [soit 2 litres et demi] d'eau dans les poumons. ». Le Grand Conti mourut donc d'un œdème aigu du poumon.

### Un «regret universel» - Des funérailles populaires et quasi royales

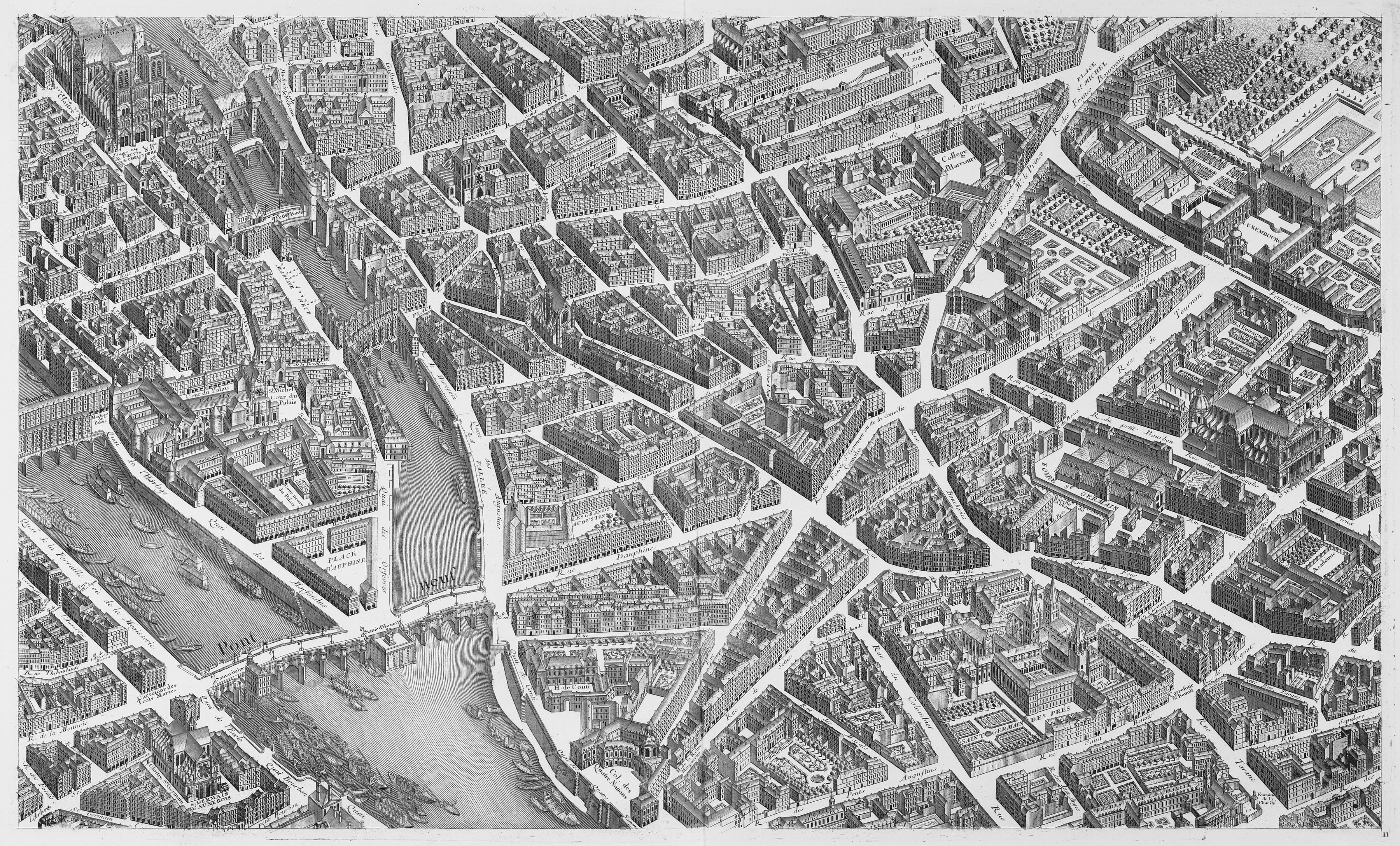
L'hôtel de Conti, à hauteur du Pont-Neuf, entre la rue Guénégaud, la rue Mazarine et le quai de Conti. Vue d'époque à vol d'oiseau (plan de Turgot - Bibliothèque de l'Université de Kyoto).

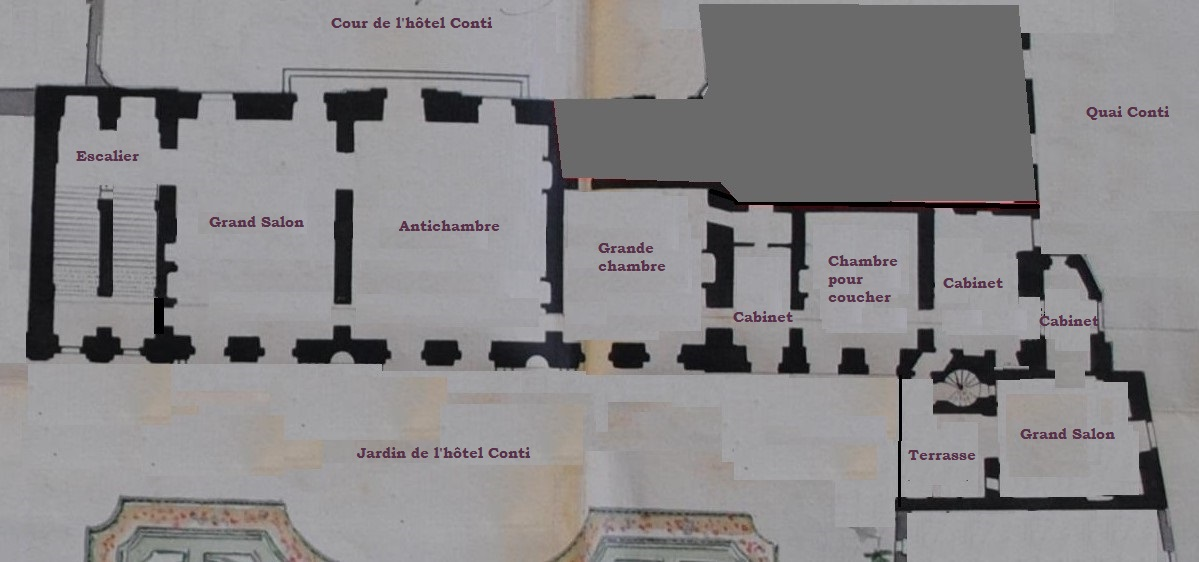
Premier étage de l'hôtel de Conti. La Grande Chambre, où meurt le Grand Conti le 22 février 1709, et (côté escaliers) le Grand Salon où il est exposé pour l'hommage public.

La nouvelle de la mort de François-Louis de Bourbon se répand comme une traînée de poudre, suscitant partout la tristesse, y compris, selon le témoignage de Massillon, dans les pays étrangers dont le Grand Conti avait affronté les armées sur les champs de bataille, tant le prince et l'homme étaient respectés. « Les regrets en furent amers et universels ». Une affluence énorme de gens, de toutes conditions, peuple de Paris mêlé aux grands seigneurs, se succède chaque jour jusqu'au 28 février, date de la levée de corps, à l'hôtel de Conti, tendu de noir, pour s'incliner devant la dépouille mortelle, qu'on expose dans le Grand Salon du premier étage.
Dès l'annonce de la mort de son petit-cousin, Louis XIV revêt l'habit entièrement noir et décrète un deuil officiel de quinze jours à la Cour, jusqu'au 8 mars. Le 27 février, veille de la levée de corps, le roi envoie, de Versailles à la cour des Tuileries, son propre grand carrosse royal, dans lequel prend place le duc d'Enghien, vêtu du long manteau « à pointe avec le bonnet carré », nommé par Louis XIV comme représentant officiel de sa personne. Des Tuileries, le carrosse royal, entouré des pages et des valets de pied de la Maison royale arrivés de Versailles, escorté d'un escadron des Cent-Suisses à cheval, comme si le roi y était, traversa la Seine d'un pas très lent et entra dans la grande cour de l'hôtel de Conti. Là, le duc d'Enghien aspergea solennellement d'eau bénite, in personam regis, le corps du défunt prince de Conti exposé dans son cercueil.
Le 28 février, pour l'aspersion d'eau bénite, s'y succèdent, en grand habit de deuil, le duc du Maine et son frère le comte de Toulouse (fils naturels du roi), huit archevêques et évêques en rochet et camail, députés de l'épiscopat de France, puis le parlement de Paris et les autres corps constitués : le Grand Conti était le premier prince du sang à mourir depuis le décès du Grand Condé en 1686. Un convoi populaire immense accompagna la levée de corps, escorté du quai de Conti jusqu'à l'église Saint-André-des-Arts, la paroisse du prince, où ont lieu les funérailles officielles. « Une admirable oraison funèbre », qui sera imprimée, est prononcée par le P. Massillon, de l'Oratoire

### Sépulture et monument funéraire
Selon ses dernières volontés, le Grand Conti est inhumé dans l'église même de Saint-André-des-Arts à l'issue des funérailles, à côté de la princesse sa mère, qu'il avait perdue à l'âge de 8 ans et qu'il chérissait profondément.
Son monument funéraire, de marbre blanc, est dessiné et sculpté dans les semaines suivantes par Nicolas Coustou, le long du pilier droit du chœur, portant son épitaphe en lettres d'or gravées dans un marbre noir. C'est la princesse de Conti sa veuve, amoureuse de lui depuis leur mariage et inconsolable de le perdre, qui lui dédie ce monument funéraire, comme le précise l'épitaphe : « uxor mœrens posuit » (la princesse mourra en 1732, comme lui un 22 février…). Le tombeau et le monument funéraire de la princesse douairière, mère du Grand Conti, se situait en vis-à-vis, au pilier gauche du chœur.
Pendant la Révolution, le mausolée du Grand Conti a été sauvé par Alexandre Lenoir et déposé aux Petits-Augustins, avant d'être placé au Musée des Monuments français, sous le no 206. Il est mentionné par Alexandre Lenoir comme ayant été déposé à l'église voisine de Saint-Séverin : A Saint-Séverin, mausolée de François-Louis de Bourbon. Mais on ignore aujourd'hui ce qu'est devenu ce marbre.

## Bilan d'une forte personnalité

### Un guerrier réfléchi et hors pair
Selon les témoignages contemporains, le Grand Conti, chargeant à cheval sur les champs de bataille, où il s'est couvert de gloire au service de la France, était une redoutable furie (voir ci-dessus). Mais une furie de sang-froid. Il tenait son art militaire de son oncle, le Grand Condé. Dans son éloge funèbre par Massillon, celui-ci résume ainsi ce trait marquant de sa personnalité : « Quel puissant génie, pour la guerre, sa première jeunesse ne montra-t-elle pas en lui ! Quel goût pour tout ce que cet art a de plus pénible, dans un âge qui n'a souvent de goût que pour les plaisirs ! Quelles ressources et quelle supériorité dans son courage ! Le goût du Prince de Conti, pour la guerre, fut le premier penchant que la nature montra en lui.
L'orateur précise que cette vocation des armes, chez le Grand Conti, n'est pas du tout liée à la fougue de la jeunesse mais, au contraire, le fruit d'une étude très méthodique de la polémologie : « Il comprit tout ce qu'il fallait d'élévation, de sang-froid et de profondeur d'esprit pour y exceller », et qu'à un prince le combat ne suffit pas si en même temps « s'il ne se rendait digne de commander » Le Grand Conti étudia systématiqument les Commentaires de Jules César, traduisant lui-même, du latin, les passages qui lui seront le plus utiles. D'autre part, il fréquente les meilleurs stratèges parmi les généraux et maréchaux « pour les écouter, les étudier, en faire ses amis, et assimiler les différents talents qui les distinguent. » ». Au témoignage de Massillon, il tenait toujours aux devoirs, jamais aux privilèges de son statut princier, persuadé que ce n'est pas la naissance qui compte mais seulement le mérite personnel : « À la fleur de l'âge, né pour plaire, et l'objet des regards de toute la Cour, il n'a des vues que vastes et sérieuses. Il pense qu'un Prince n'est aimable qu'autant qu'il est grand, que ce qui le rendra immortel doit être gravés dans la beauté de ses actions, non dans les charmes de sa personne. »

### Un prince très galant
Hors des campagnes militaires, le Grand Conti devenait un tout autre homme. Tous les historiographes ont attesté à l'envi son charme inné dans la vie civile et sociale, notamment à la cour, louant en lui une urbanité et une politesse exquises. Militaire dans l'âme, et prince jusqu'au bout des ongles. Le duc de Saint-Simon, dont la critique vigilante n'épargnait personne et savait être cruelle et acerbe avec certains grands personnages, ne tarit pas d'éloges sur les qualités humaines de François-Louis de Bourbon-Conti et en fait cet extraordinaire éloge dans ses Mémoires :

« Sa figure était charmante. Son corps et son esprit avaient des grâces infinies. Galant avec toutes les femmes, amoureux de plusieurs (et favorisé de beaucoup), il était encore coquet avec tous les hommes : il tenait à plaire même au cordonnier, même au laquais, même au porteur de chaise, comme au ministre d'État, au grand seigneur ou au général d'armée. Et si naturellement. Il fut les délices du monde, de la cour et de l'armée, la divinité du peuple, l'idole des soldats, le héros des officiers, et l'espérance de tout ce qu'il y avait de distingué. M. le Prince le héros [le Grand Condé, son oncle] ne se cachait pas d'une prédilection pour lui au-dessus de ses propres enfants ; il fut la consolation de ses dernières années. Chez lui, l'utile et le futile, l'agréable et le savant, tout était distinct et à sa juste place. Il avait des amis, les savait choisir, les cultiver, les visiter et vivre avec eux, se mettant au niveau de chacun sans hauteur. Il avait aussi des amies, indépendamment d'amour. Il en fut accusé de plus d'une sorte, et c'était un de ses prétendus rapports avec César. Son esprit était naturel, brillant, vif. Ses reparties promptes, mais jamais blessantes. Gracieux en tout, sans affectation. Le monde le plus important et le plus choisi le courait : dans les salons de Marly, il était environné de ce qu'il y a de plus exquis. Il y tenait des conversations charmantes sur tout ce qui se présentait. Jeunes et vieux y trouvaient leur instruction et leur plaisir, par l'agrément avec lequel il s'énonçait, la netteté de sa mémoire, sans être parleur. Jamais homme n'eut tant d'art caché sous une simplicité si vraie, sans rien d'affecté. Tout en lui coulait de source. Jamais rien de tiré, de recherché. Il avait ses défauts, mais on les lui passait tous. On l'aimait véritablement, même en se le reprochant, sans pouvoir s'en corriger. »

— 
Quant à Massillon, dans son éloge funèbre : 

« Vrai, affable, humain, modeste, sage, et dans toutes les situations toujours égal à lui-même. Quel ami fut jamais plus tendre, plus facile, plus fidèle, plus digne d'être aimé ? »

— 

### Un fin lettré et un intellectuel de haut vol

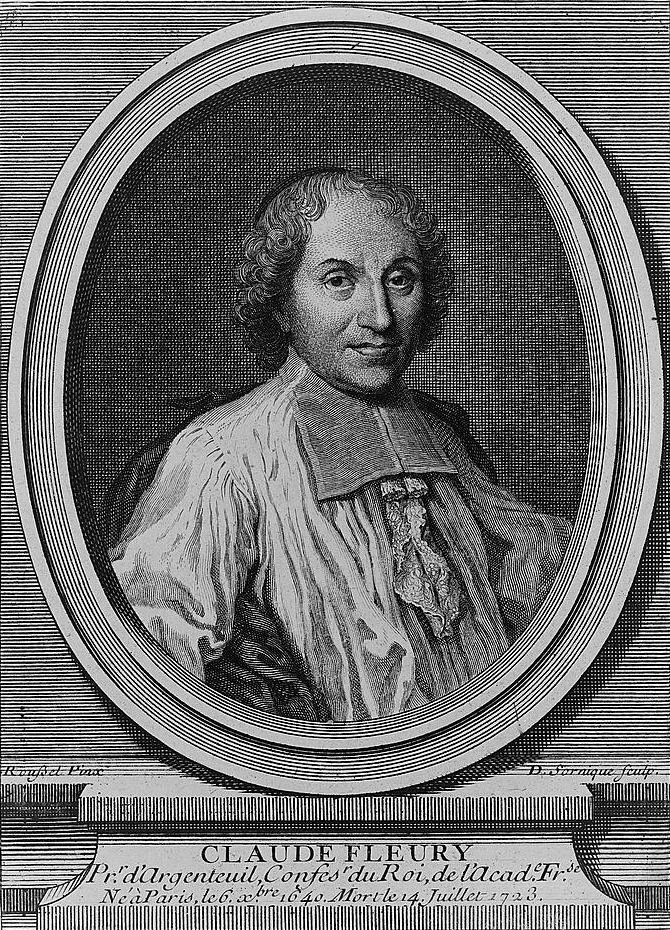
L'abbé Fleury (gravure par Dominique Sornique). Précepteur du prince de Conti, il contribua beaucoup à sa brillante formation intellectuelle.

Un autre trait majeur de la personnalité du Grand Conti est sa solide formation intellectuelle, qu'il approfondit tout au long de sa vie relativement courte. Innée, cette capacité d'intellect doit presque tout, chez lui, à son maître le fameux abbé Fleury, le célèbre auteur de l'Histoire ecclésiastique. C'est le Grand Condé, veillant avec soin à l'éducation de ses neveux orphelins, Louis-Armand et François-Louis, qui nomme le savant abbé auprès d'eux comme précepteur. Des deux frères, c'est paradoxalement le futur Grand Conti, pourtant prédestiné à la vocation des armes, qui profitera le plus des leçons et de l'érudition de l'abbé Fleury. Enfant précoce et intelligent, il reçoit ces leçons à l'hôtel de Conti même, à Paris, de l'âge de huit à seize ans (1672-1680), qui structurent pour toujours son esprit et sa culture, dont il sortira entre autres excellent latiniste.
Tant Massillon que le duc de Saint-Simon, qui l'ont connu de près, insistent sur cette dimension intellectuelle, vaste et approfondie, de sa personnalité :

« Quelle étendue de connaissances dans le Prince de Conti… On eût dit qu'il était de toutes sortes de professions. Guerre, belles-lettres, histoire, politique, jurisprudence, physique, théologie même. Il semble qu'il ne se fût appliqué qu'à chacune seule de ces sciences, selon les différents savants avec lesquels il s'entretenait. »

— 
Et le duc de Saint-Simon : 

« C'était un très bel esprit. Lumineux, juste, exact, vaste, étendu, d'une lecture infinie, qui n'oubliait rien, qui possédait les histoires générales et particulières, qui savait où il avait appris chaque chose et chaque fait, qui en discernait les sources, et qui retenait et jugeait de même tout ce qu'il avait appris, sans confusion, sans mélange, sans méprise, avec une singulière netteté. Il était l'ami, avec discernement, des savants, et souvent l'admiration de la Sorbonne, des jurisconsultes, des astronomes et des mathématiciens les plus profonds. »

— 

## Vie privée, mariage et descendance

### Vie intime
Malgré des allégations tardives, exclusivement propres au XXe siècle, on ne trouve aucune source documentée, tant du XVIIe siècle et du XVIIIe siècle, qui atteste un penchant manifeste du Grand Conti pour l'homosexualité. Nul mémorialiste contemporain de ce prince, tant de son vivant qu'après sa mort, n'a signalé chez lui cette tendance précise : ni le duc Saint-Simon, ni Dangeau, ni Massillon, ni le marquis de Sourches, ni surtout Tallemant des Réaux qui était toujours si friand de ce genre d'informations dans ses Historiettes, ne mentionnent quoi que ce soit à cet égard. Sans doute cette allégation, très récente, est-elle née, dans les dernières décennies du XXe siècle, d'une sorte de fantasmatique autour du beau portrait qu'un peintre anonyme a fait du Grand Conti quand celui avait environ 21 ans, avant 1685, alors qu'il était encore prince de La Roche-sur-Yon (voir ci-dessus). Cette fantasmatique a pu aussi s'étayer à partir d'un seul fait matériel contemporain, en réalité très mince : l'affaire jeune comte de Vermandois en 1681 (voir ci-dessus). Le comte de Vermandois, âgé de 14 ans, en fut manifestement la victime, tout comme sans doute aussi le jeune François-Louis à peine âgé de 17 ans, l'un et l'autre (vu leur beauté physique et leur très jeune âge), manipulés par l'entourage très particulier de Monsieur.
Par contre, les mémorialistes contemporains, notamment le très fiable duc de Saint-Simon, n'ont cessé, au contraire, d'évoquer les irrésistibles conquêtes féminines du Grand Conti, tout au long de sa jeunesse et jusqu'au seuil de sa dernière maladie : « Galant avec toutes les femmes, amoureux de plusieurs (favorisé de beaucoup) », il en était lui-même éperdument aimé, à commencer par celle qui allait devenir son épouse et la mère de ses sept enfants, et qui ne se consolera jamais de sa mort précoce.

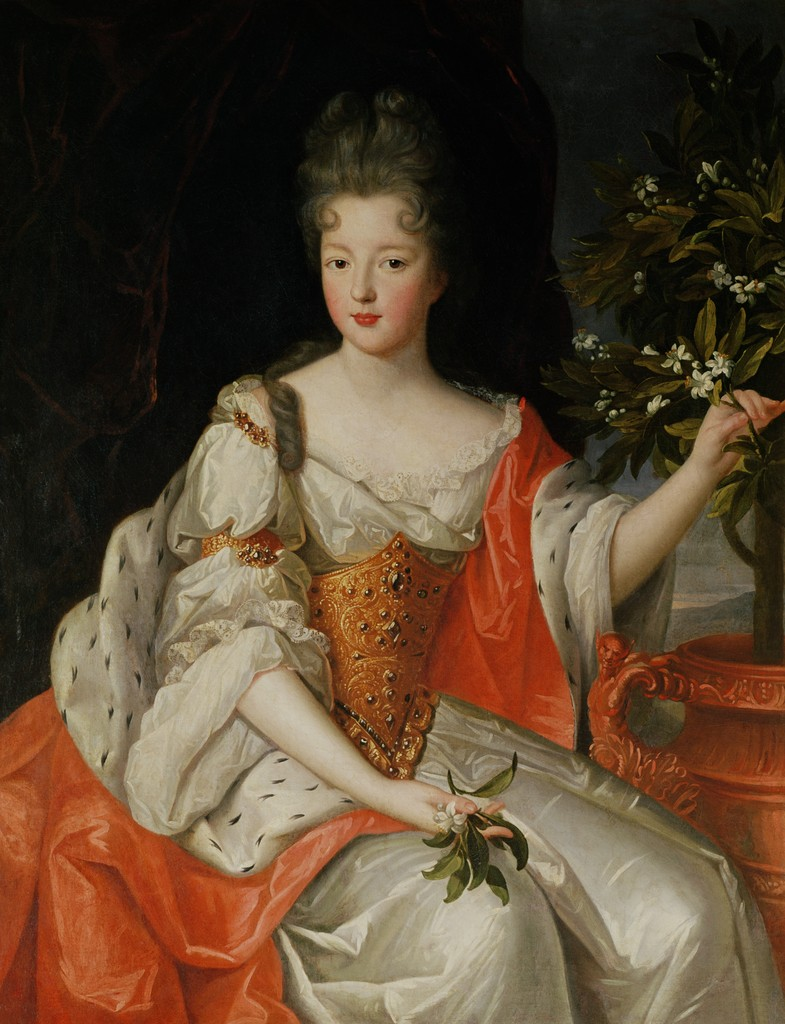
Mme la Duchesse (peinture anonyme, XVIIe siècle). Elle aima toute sa vie passionnément le Grand Conti.

Mais parmi ses nombreuses conquêtes, le véritable amour de sa vie, attesté par toutes les historiographes, fut la passion amoureuse, réciproque, qu'il vécut en secret durant quelques années, quoique dans l'irrégularité, avec Mme la Duchesse (duchesse de Bourbon), fille naturelle de Louis XIV et épouse de M. le Duc (duc d'Enghien), beau-frère et petit-cousin du Grand Conti. Cette liaison secrète avec l'une de ses filles naturelles a sans doute contribué à augmenter encore la rancune de Louis XIV envers le Grand Conti, Louis XIV qui s'était pourtant permis, dans sa jeunesse, des liaisons extra-conjugales, mais qui les regardait toujours d'un mauvais œil chez les autres. Quant à la rage jalouse et impuissante de M. le Duc contre son beau-frère, le duc de Saint-Simon précise :

« M. le Duc et M. le prince de Conti furent toujours le fléau l'un de l'autre. Et d'autant plus fléau réciproque que la parité de l'âge et du rang, la proximité la plus étroite, tout avait contribué à les faire vivre ensemble : à l'armée, à la cour, presque toujours dans les mêmes lieux, quelquefois encore à Paris. Outre les causes les plus intimes, jamais deux hommes ne furent plus opposés en tout. La jalousie dont M. le Duc fut transporté toute sa vie était une sorte de rage qu'il ne pouvait cacher, devant tous les applaudissements qui environnaient son beau-frère. Il en était d'autant plus piqué que le Prince de Conti lui passait tout et l'accablait de devoirs et de prévenances. »

— 
Certains historiens soutiennent que de la passion entre la duchesse de Bourbon et le Grand Conti naquit, probablement, Mademoiselle de Clermont, dont la paternité reste toutefois « officiellement » attribuée à M. le Duc. Quoi qu'il en soit, durant sa dernière maladie, le prince de Conti a fait une confession de toute sa vie auprès du P. de La Tour, regrettant tous ses égarements passés, et en reçut l'absolution. Il avait déjà cessé totalement de voir la duchesse durant les onze dernières années de sa vie. Quant à elle, l'aimant toujours, elle fut secrètement anéantie de douleur à la nouvelle de sa maladie et de sa mort, sans jamais oser le manifester : « Lorsqu'il mourut, elle n'osa jamais envoyer savoir de ses nouvelles, ni en demander devant le monde, pendant sa longue maladie. Elle n'en apprit qu'en cachette, le plus souvent par Mme la princesse de Conti. »

### Vie conjugale et descendance
Par une dispense spéciale du pape Innocent XI en raison du lien de parenté très proche, et après accord du roi, François-Louis de Bourbon-Conti épousa le 28 juin 1688, à Versailles, Marie-Thérèse de Bourbon-Condé sa petite-cousine, petite-fille de son oncle le Grand Condé. Elle fut éperdument amoureuse de lui, l'aima toute sa vie, et fut inconsolable quand elle le perdit (étrange coïncidence, elle décédera comme lui, un 22 février…) De son côté, sans éprouver pour sa femme une passion identique, il vécut néanmoins toujours en bons termes avec elle, d'autant plus que, même légitimement jalouse, elle finissait par lui pardonner tout. Selon le duc de Saint-Simon :

« Il vivait avec une considération infinie pour sa femme, même avec amitié, non sans être souvent importuné de ses humeurs, de ses caprices, de ses jalousies. Il glissait sur tout cela. »

— 
De leur union naquirent sept enfants :
- Marie-Anne de Bourbon-Conti (1689-1720), Mlle de Conti, qui épousa en 1713 Louis IV Henri de Bourbon-Condé (1692-1740) ;

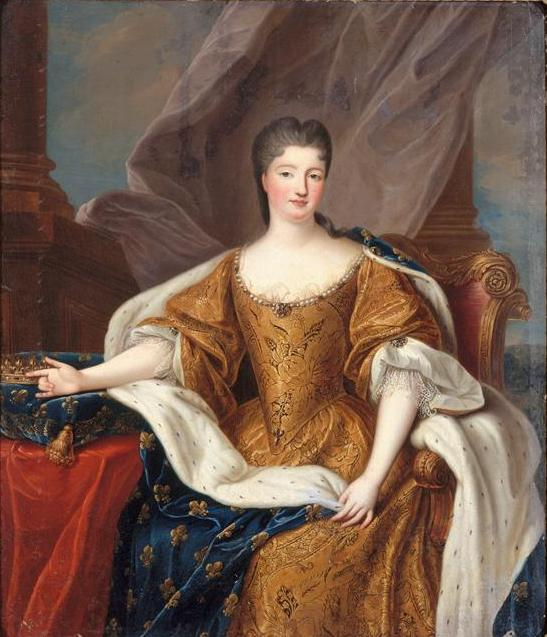
Marie-Anne de Bourbon-Conti (par Pierre Gobert), plus tard duchesse de Bourbon. La fille préférée du Grand Conti.

- Un fils (1693-1694), prince de La Roche-sur-Yon ; pour la mort de ce deuxième fils du Grand Conti, Louis XIV voulut prendre l'habit noir de deuil[58].
- Un fils (1694-1698), comte d'Alais, puis prince de La Roche-sur-Yon ;
- Louis Armand II de Bourbon-Conti (1695-1727), prince de La Roche-sur-Yon (1695-1709), puis prince de Conti ;
- Louise-Adélaïde de Bourbon-Conti (1696-1750), Mlle de La Roche-sur-Yon ;
- Une fille (1697-1699), Mlle d'Alais ;
- Louis-François (1703-1704), comte d'Alais.

Le Grand Conti chérissait sa fille aînée, Marie-Anne. Étrangement, il aima beaucoup moins son fils Louis-Armand dès l'enfance de celui-ci, comme s'il pressentait d'avance, par prémonition (d'après Saint-Simon), les graves scandales qui allaient ponctuer la vie de ce fils, prince de Conti après lui :

« Pour son fils, tout jeune qu'il était, son discernement le lui présentait par avance tel qu'il devait paraître un jour. Il eût mieux aimé n'en avoir point, et le temps fit voir qu'il n'avait pas tort, sinon pour continuer la branche princière. Sa fille, morte duchesse de Bourbon, était toute sa tendresse. »

— 

## Titulature et décorations

### Titulature officielle
Prédicat : 
- 30 avril 1664 — 9 novembre 1685 : Son Altesse Sérénissime François-Louis de Bourbon, prince de La Roche-sur-Yon, prince du sang de France
- 9 novembre 1685 — 22 février 1709 : Son Altesse Sérénissime François-Louis de Bourbon, prince de Conti, prince du sang de France

Titre d'appel :
Monseigneur

### Titulature de lettres de chancellerie
- Très-haut, très-puissant, très-excellent prince François-Louis de Bourbon, prince de Conti

### Décoration dynastique française
Chevalier de l'ordre du Saint-Esprit (2 juin 1686)

## Armoiries
« De France, à la bordure de gueules et au bâton de même péri en bande. »

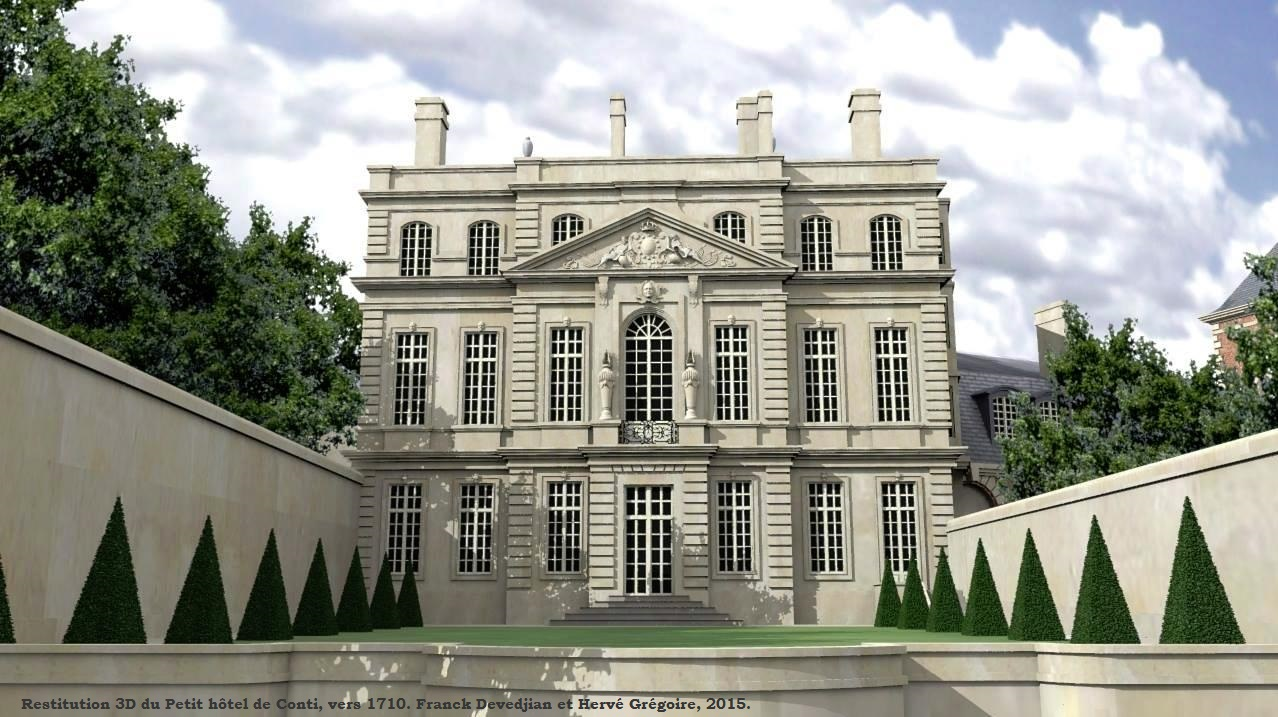
Le Petit-Hôtel de Conti vers 1710 (intégré dans l'actuel hôtel de la Monnaie) (restitution 3D par F. Devedjian et H. Grégoire, 2015).

## Principaux lieux de résidence - Le Grand Conti urbaniste
Les résidences des princes de Conti était un ensemble de palais et de châteaux qui, du XVIe siècle au XIXe siècle, se répartissaient à Paris, Versailles, Fontainebleau, mais également dans l'Oise, dans le Val-d'Oise, dans les Yvelines, en Seine-et-Marne et dans les Ardennes. Certaines de ces résidences ont été soit acquises, soit agrandies et restaurées par le Grand Conti. L'ensemble de ces résidences abritait de très riches collections de tableaux, de sculptures, d'objets d'art et de curiosités. Les résidences où vécut le plus souvent François-Louis de Bourbon-Conti sont :

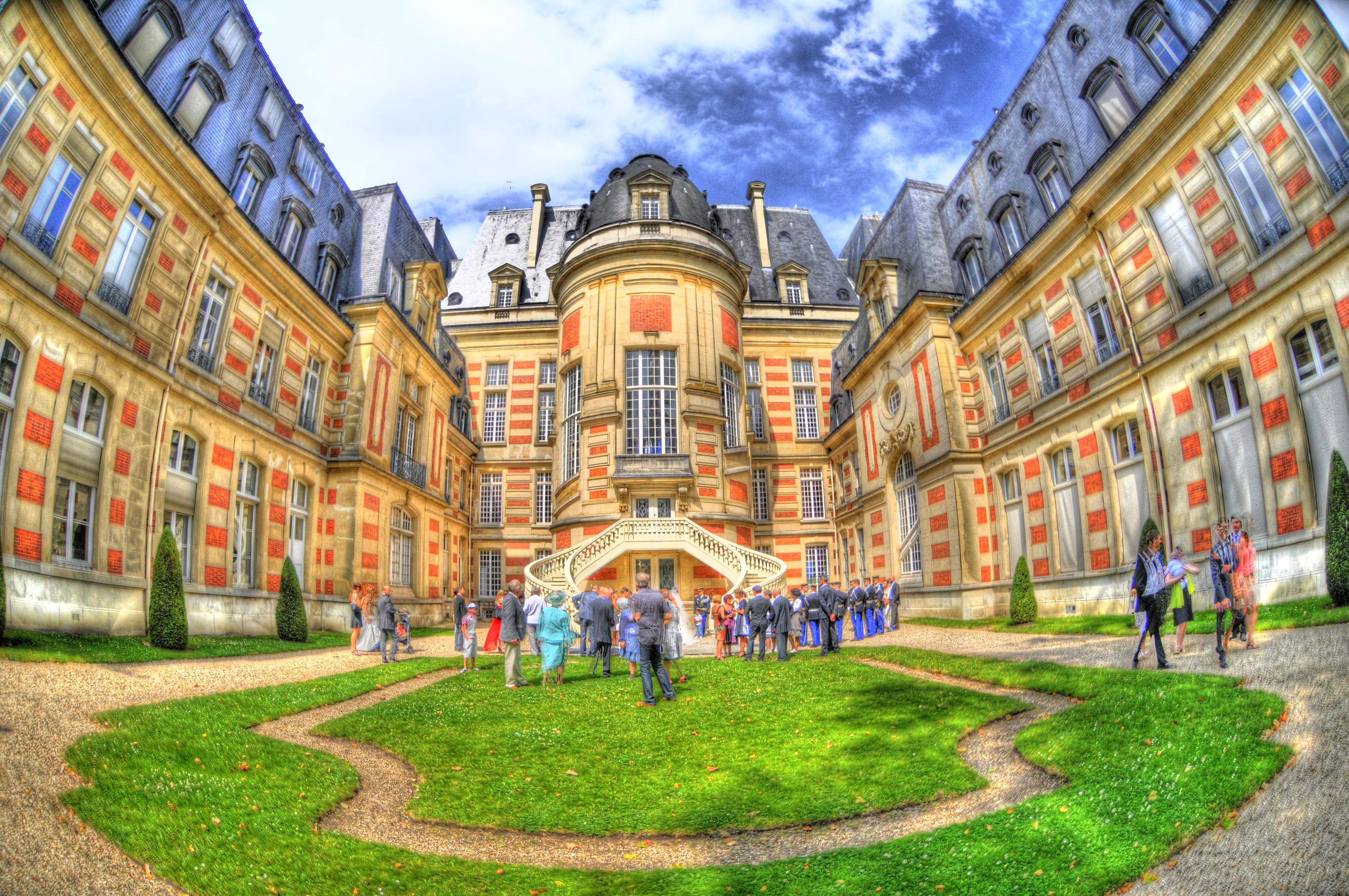
L'hôtel de Conti, à Versailles (actuellement mairie de Versailles). Vue de la cour intérieure (photo John Events).

- L'hôtel de Conti, à Paris. C'était le palais familial principal, où est né et mort le Grand Conti. Il s'élevait quai de Conti, Rive gauche, à l'emplacement de l'actuel Hôtel des Monnaies. En 1758 il fut vendu à la Ville de Paris et servit durant quelques années de garde-meuble royal. Il fut démoli en 1768, et le 30 avril 1771 débuta la construction de l'hôtel des Monnaies, mais l'architecte Denis Antoine en préserva un beau corps de bâtiment, appelé depuis « Petit-Hôtel de Conti », actuellement enclavé dans la cour intérieure de l'hôtel des Monnaies. L'hôtel de Conti et ses jardins occupaient un vaste triangle entre le quai de Conti en son entier, la rue Guénégaud et la rue Mazarine. L'entrée principale et la cour d'honneur donnaient sur le quai, et une grande entrée latérale donnait rue Guénégaud.
- L'hôtel de Conti, à Versailles. Le Grand Conti y résidait quand il séjournait à la Cour. Situé à l'actuel no 4 de l'avenue de Paris, le palais est, depuis 1790, le siège de la mairie, tout près des grilles du château de Versailles. Construite en 1670 par le maréchal Bernardin Gigault de Bellefonds, acquise par Louis XIV en 1680 pour le jeune comte de Vermandois son fils naturel, la résidence, à la mort de celui-ci en 1683, devient propriété des Conti par héritage (la princesse de Conti étant l'unique sœur du comte défunt). Le Grand Conti, vu la froideur que le roi lui témoignait souvent, espaça ses visites à Versailles, au grand regret de la Cour qui lui était très attachée, et résida de moins en moins souvent dans cet hôtel durant ses dernières années.
- L'hôtel de Conti, à Fontainebleau. Il subsiste seulement une aile de ce palais, qui forme aujourd'hui un beau pavillon isolé avec ses jardins, au 27 de la rue Saint-Honoré, à deux rues de distance du château de Fontainebleau. D'un périmètre beaucoup plus vaste au XVIIe siècle, cette résidence, construite par François Olivier au XVIe siècle, entre, en 1629, dans l'héritage d'Armand de Bourbon, le père du Grand Conti. Ce dernier y résida surtout quand la Cour séjournait à Fontainebleau, et moins dans ses dernières années à cause de la froideur que lui manifestait souvent le roi.

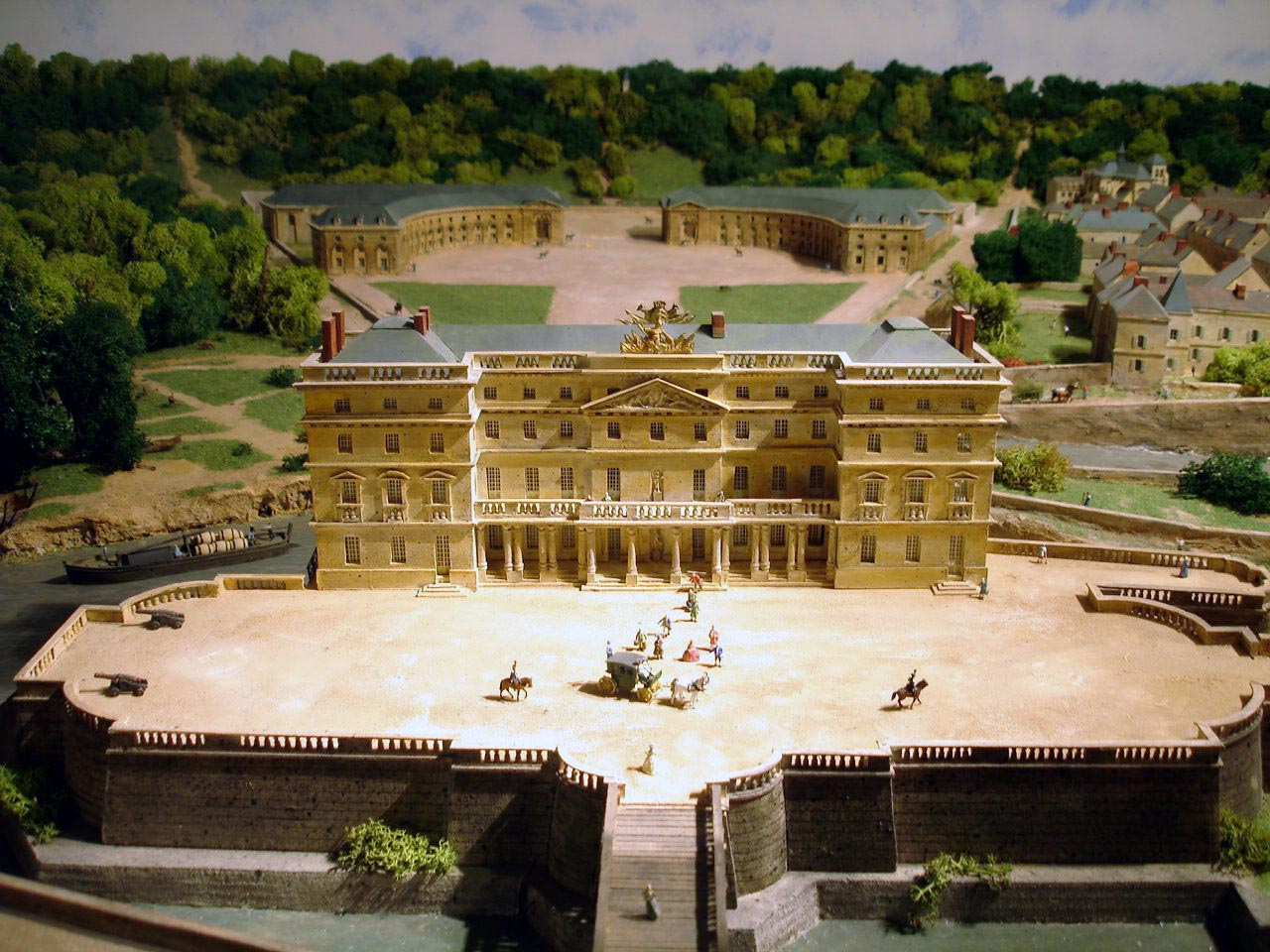
Le château de l'Isle-Adam, résidence préférée du Grand Conti hors de Paris (maquette reconstituant l'aspect début XVIIIe siècle).

- Le château de L'Isle-Adam, dans l'actuel Val-d'Oise. C'était la résidence préférée et la plus fréquente du Grand Conti hors de Paris. Situé à L'Isle-Adam, le château a été durant sept générations propriété des princes de Conti, avant de disparaître, confisqué puis détruit, à la suite de la Révolution française. Entré d'abord dans l'héritage des Condé, le château devient propriété des seuls Bourbon-Conti en 1632. Seigneur de l'Isle-Adam, le Grand Conti s'attache à ce domaine en souvenir de sa mère, la princesse Anne Marie Martinozzi, qui aimait beaucoup y résider et qui y venait avec son fils enfant. En souvenir d'elle, il entretint toujours soigneusement le château, l'agrandit, l'embellit, et aima y résider à son tour. En 1707, il acquiert la totalité de l'île du Prieuré, à l'extrémité nord de laquelle se trouve le château. Disposant alors de beaucoup de temps libre, il le restaure, fait ragréer les façades, remplace la vieille tour de l'ancien manoir féodal par un pavillon de conciergerie, et agrémente les jardins de fontaines et de nombreux marbres. Le grand château est détruit un siècle plus tard, à la suite de la Révolution française. Il a été remplacé en 1857, en souvenir du précédent, par un petit château élégant, de style XVIIe siècle, qui est aujourd'hui, pour des activités culturelles, une annexe de la mairie de L'Isle-Adam.

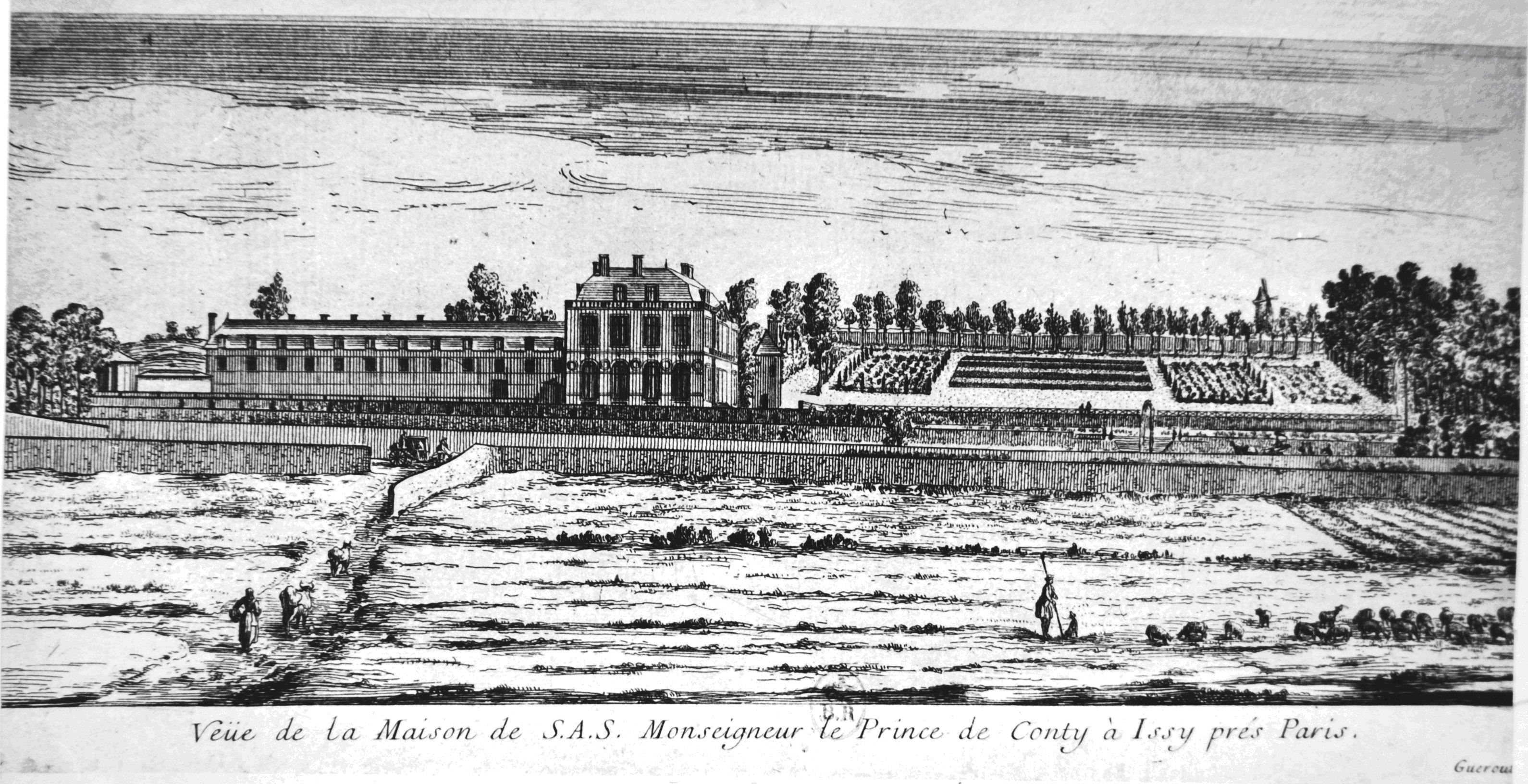
Le château d'Issy. Panorama début XVIIIe siècle, après les aménagements effectués par le Grand Conti.

- Le château d'Issy, à Issy-les-Moulineaux. Le Grand Conti l'acquiert  le 4 février 1699 pour la somme de 140 000 livres, dans le but d'avoir une résidence proche de Monseigneur, dit le Grand Dauphin, fils de Louis XIV et héritier présomptif du trône, installé au château royal de Meudon voisin depuis 1695. Souvent boudé sourdement par le roi, le Grand Conti était resté toujours très proche du Grand Dauphin ; l'acquisition du château d'Issy lui permit une proximité géographique avec lui. Le Grand Conti, évitant souvent Versailles et Marly (quoique la Cour était très attachée à lui), allait volontiers voir le Grand Dauphin à Meudon, et ce dernier lui rendait visite au château d'Issy. Le prince y entreprit de nombreuses modifications, confiées à l'architecte Pierre Bullet, qui agrandit et embellit le château, le dotant d’une façade à péristyle et colonnes d'ordre dorique et d'une grande entrée en hémicycle. Fastueuse résidence des princes de Conti au XVIIIe siècle, le château d'Issy est confisqué comme bien national en 1793 durant la Révolution française, et sera incendié par les Communards le 4 mai 1871. Il n'en subsiste aujourd'hui que quelques parties qui ont été soigneusement restaurées.
- La seigneurie de Chambly, dans l'Oise. Le Grand Conti adjoint cette seigneurie au patrimoine familial le 20 juin 1701. Seigneur de Chambly, il procède à des travaux d'urbanisme et d'assainissement dans la petite cité et y fait construire en 1705 un élégant pavillon de chasse, alors en lisière de la forêt de Ronquerolles. Cadre de grandes fêtes mondaines au XVIIe siècle, il subsiste aujourd'hui sous le nom de Pavillon Conti, dans l'actuelle avenue de la République, ayant été acquis en 1949 par la commune de Chambly.